# 大宮站 (埼玉縣)

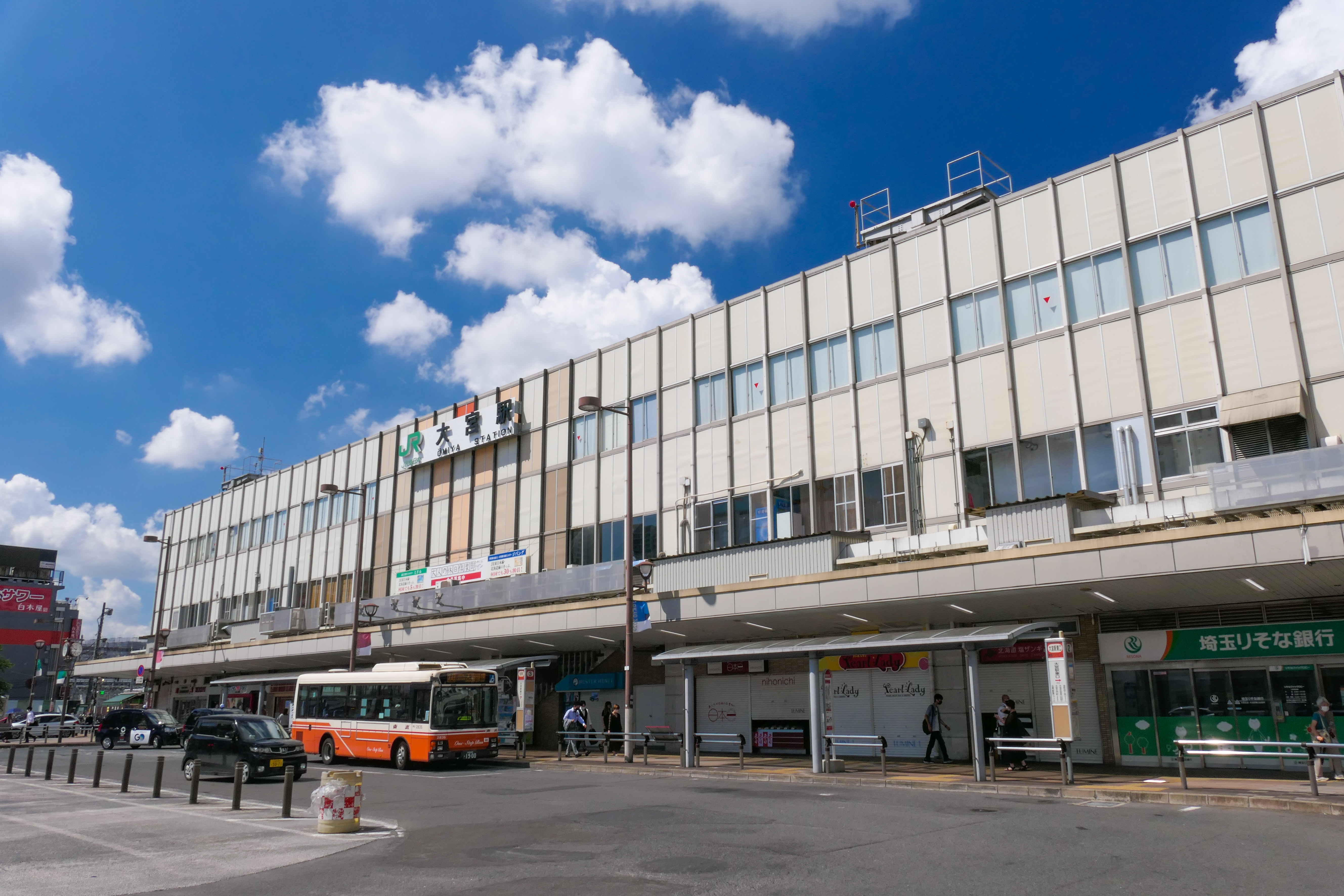
東口（2021年7月）

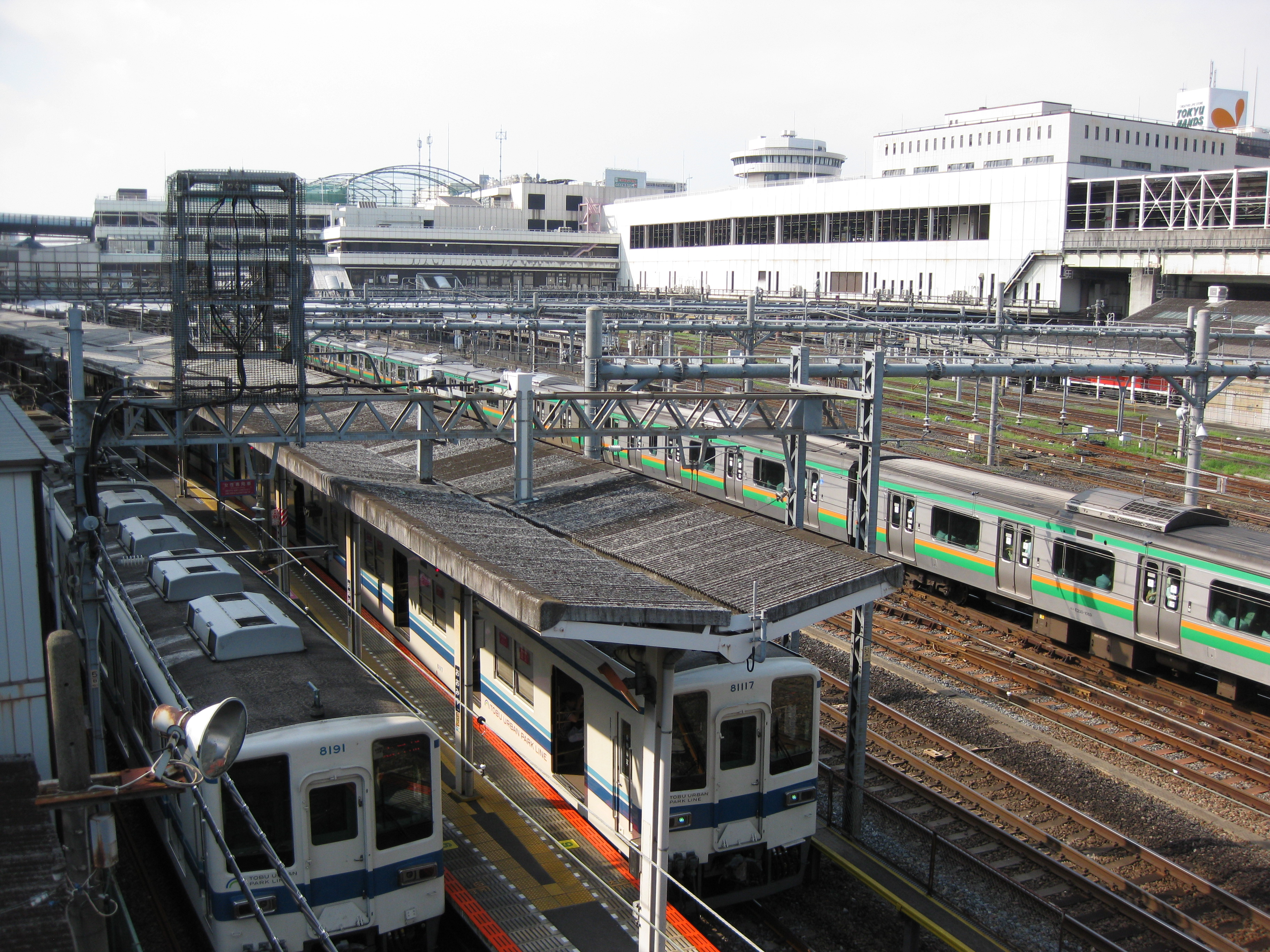
大榮橋眺望大宮站內。最前方為東武野田線月台。後方是JR在來線。背後的高架月台是東北、上越新幹線月台。

大宮站（日语：〔〕／〔〕 Ōmiya eki */?）位於日本埼玉縣埼玉市大宮區錦町，是東日本旅客鐵道（JR東日本）、東武鐵道、埼玉新都市交通的鐵路車站。

## 概要
大宮站是從東京搭乘新幹線、在來線前往東北地方、信越地方的分岔點。停靠路線有東北新幹線、上越新幹線、北陸新幹線（長野新幹線）、秋田新幹線、山形新幹線、北海道新幹線、京濱東北線、宇都宮線、高崎線、埼京線、川越線、東武野田線（東武都市公園線）與埼玉新都市交通伊奈線（New Shuttle）共13條路線。加上湘南新宿線與早晨傍晚駛入的武藏野線，合計達14條路線，在日本全國僅次於東京站，是埼玉縣最大的交通總站。除了新幹線、在來線所有營業列車全停以外，自2017年7月起的高客流時期增開東北新幹線大宮站起迄的臨時列車「隼號列車」。。
另外，本站北側有東日本旅客鐵道（JR東日本）大宮綜合車輛中心、日本貨物鐵道（JR貨物）大宮車輛所（舊 大宮工場），南側有大宮操車場。2007年10月14日，JR東日本創立20周年紀念事業的主計畫鐵道博物館於大宮綜合車輛中心旁開館。由於舊日本國有鐵道（國鐵）時代在此地設置了大量鐵道設施，車站周邊有「鐵道之街」之稱，並也形成了縣內首屈一指的巨大商圈。

### 停靠路線
本站有JR東日本、東武鐵道、埼玉新都市交通三公司停靠。以下路線的上越新幹線、高崎線、川越線、東武都市公園線（東武野田線）、New Shuttle以本站為起點站。
JR東日本
JR東日本路線在線路名稱上分屬東北本線、高崎線、川越線。東北本線為本站的所屬線。在來線車站的三字母編號為「 OMY 」。
運轉系統如下：
-  東北新幹線、北海道新幹線：東京站經仙台站、新青森站至新函館北斗站的新幹線。最高時速320km/h。
-  山形新幹線：經奧羽本線連接福島站與新庄站的迷你新幹線。東京站 - 福島站之間基本上與東北新幹線並聯。
-  秋田新幹線：經田澤湖線、奧羽本線連結盛岡站與秋田站的迷你新幹線。東京站 - 盛岡站之間與東北新幹線並聯。
-  上越新幹線：本站至新潟站的新幹線。直通東京站 - 大宮站間的東北新幹線。
-  北陸新幹線：連結高崎站與金澤站的新幹線。直通東京站 - 大宮站間的東北新幹線、以及大宮站 - 高崎站間的上越新幹線。
-  京濱東北線、根岸線：本站以南行駛於東北本線電車線的各站停車通勤電車。 - 車站編號「JK 47」
-  宇都宮線：從東京站經尾久站往小山站、宇都宮站、黑磯站方向的東北本線中距離電車。分為上野站起訖系統與經上野站、東京站直通東海道線的上野東京線系統。 - 車站編號「JU 07」
-  高崎線：連結本站與熊谷站、高崎站方向的中距離電車。本站以南直通宇都宮線（東北列車線）或湘南新宿線（東北貨物線）。分為上野站起訖系統與經上野站、東京站直通東海道線的上野東京線系統。 - 車站編號「JU 07」
-  埼京線：直通山手線（山手貨物線）、赤羽線、東北本線支線，連結東京與埼玉的通勤電車。從本站可直通川越線，從大崎站可直通臨海線，還可經相鐵·JR直通線直通相鐵線。 - 車站編號「JA 26」
- ■川越線：從本站經川越站連結高麗川站的通勤電車。運行系統以川越站為介分為東西兩部，本站僅駛至川越。該系統可在本站直通埼京線。
-  湘南新宿線：透過本站往南的東北本線東北貨物線（通稱），經新宿站往大船方向的中距離電車。分別與宇都宮線及橫須賀線、高崎線及東海道線直通運轉。 - 車站編號「JS 24」

東武鐵道
東武鐵道停靠的路線是本站為起點的東武都市公園線（東武野田線）。車站編號「TD 01」。
埼玉新都市交通
埼玉新都市交通停靠的路線是本站為起點的New Shuttle（伊奈線）。車站編號「NS01」。

## 歷史

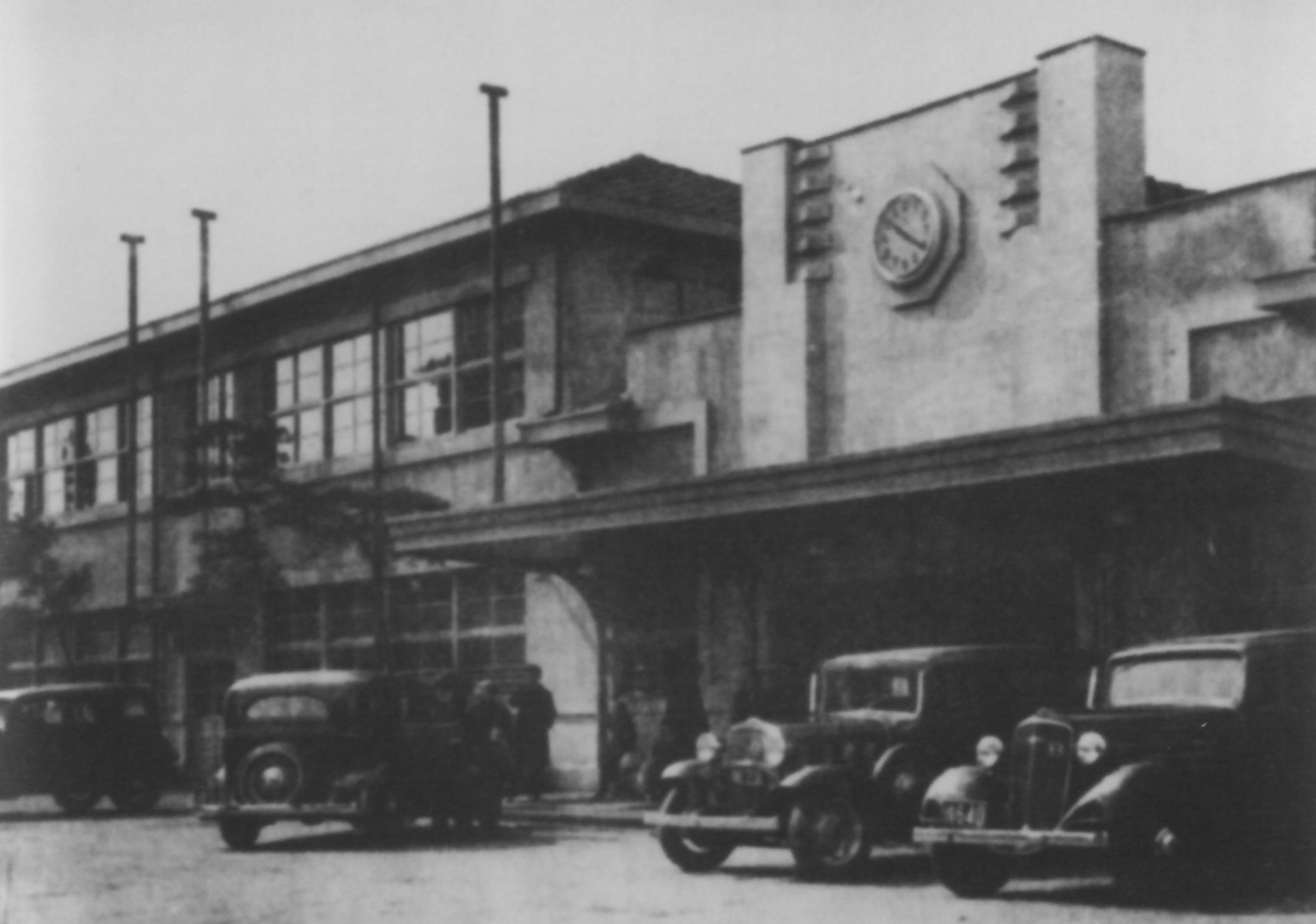
昭和時期的大宮站

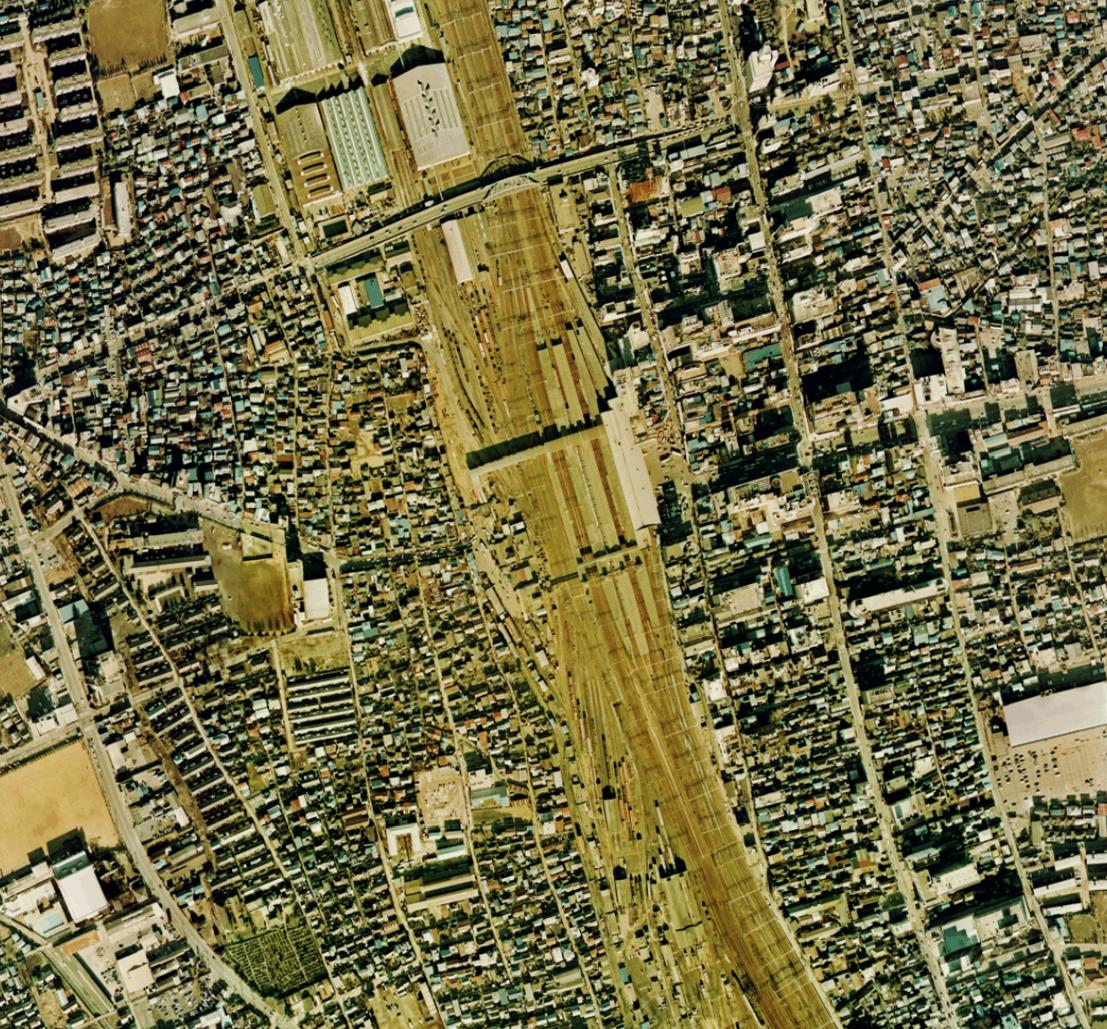
車站周邊的空拍圖（1974年攝影）

日本鐵道在1883年開設上野 - 熊谷間的路線時，並未在大宮設站。開業當時，大宮宿周邊僅有243戶住家，加上若設站會使得站距過短（當時火車牽引力低，因此基本上會拉長站距）。但白井助七（之後的大宮町長）等地方人士擔憂地方衰退，以提供土地的條件請求設站。為了紀念白井的努力，埼玉市民會館大宮旁的山丸公園設有白井紀念碑與蒸汽機車C12 29號機，大宮Sonic City前的鐘塚公園也有白井半身像。
在建設現在上野站往青森站的東北本線時，規劃在浦和、大宮、熊谷三地中選擇一處作為往高崎站、前橋站路線的分歧點。熊谷是當時最大輸出品纖維產業的中心，並可經由桐生、足利等地，因此成為優先選項。浦和分岐案則有岩槻居民反對。美國技師克勞佛則支持宇都宮最短路線的大宮分岐案。最後井上勝決定將大宮作為分歧點並設站。
1894年，利用白井提供的土地設立大宮站與大宮工場（現大宮綜合車輛中心、大宮車輛所），並成為日本重要幹線的分岐站。之後大宮作為「鐵道之町」蓬勃發展。
車站東西兩側在昭和中期以前主要是透過車站北側的國道16號（現埼玉縣道2號埼玉春日部線）跨線橋大榮橋，或是購入入場券通過站內。在居民的陳情下，1968年車站下方新設地下道，行人與自行車可自由通行，但也吸引流浪漢聚集，形成新的環境問題。1981年，配合新幹線建設的站房大規模改建於車站新設中央自由通道，廢止地下道。
1982年的東北新幹線與上越新幹線、1983年的埼玉新都市交通New Shuttle陸續通車。加上1985年埼京線的通車與川越線電氣化，讓大宮成為擁有包含新幹線在內等多條路線匯集的鐵路總站。

### 年表
- 1885年（明治18年）
  - 3月16日：日本鐵道線大宮站開業[7]。
  - 7月16日：至栗橋的分支線（其後的東北本線）開業。
- 1902年（明治35年）5月9日：川越電氣鐵道（其後的西武大宮線）川越久保町 - 大宮段開業。
- 1906年（明治39年）11月1日：日本鐵道國有化，本站由遞信省鐵道作業局接手經營。
- 1909年（明治42年）10月12日：制定線路名稱，本站屬東北本線。往高崎方向的路線命名為高崎線。
- 1929年（昭和4年）
  - 11月17日：北總鐵道（其後的東武野田線）大宮 - 粕壁（現春日部）段開業。當時北總鐵道站區是以暫設站的方式營業。
  - 11月22日：北總鐵道更名為總武鐵道。
  - 12月11日：總武鐵道大宮－大宮（暫設站）段開業。
- 1932年（昭和7年）9月1日：鐵道省京濱東北線赤羽 - 大宮通車。
- 1940年（昭和15年）7月22日：川越線開業。
- 1941年（昭和16年）2月25日：西武大宮線廢除。
- 1944年（昭和19年）3月1日：總武鐵道被東武鐵道併購，成為東武野田線。
- 1961年（昭和36年）2月17日：分割貨車編組場及貨運業務，由新設的大宮編組站（日语：大宮操駅）負責。
- 1965年（昭和40年）10月1日：特急列車（東北本線「雲雀」號、奧羽本線「翼」號、上越線「朱鷺」號）開始停靠本站。
- 1966年（昭和41年）9月27日：完成本站東北本線和高崎線路段的立體交會。
- 1967年（昭和42年）
  - 10月1日：與野 - 本站的六線軌道啟用，東北本線上野 - 大宮段近距離列車、中距離列車及貨運線分離完成。
  - 10月3日：大宮車站大樓・OSB（現Lumine大宮1）開業。
- 1982年（昭和57年）
  - 6月19日：大宮車站大樓新館We（現Lumine大宮2）開業。
  - 6月23日：東北新幹線大宮 - 盛岡段開業。同日，連接大宮至東京市中心的列車「新幹線接力號」開始運行，而車上的女性服務員則被稱為「接力女孩」。
  - 11月15日：上越新幹線開業。
- 1983年（昭和58年）12月22日：埼玉新都市交通大宮 - 羽貫段開業。
- 1985年（昭和60年）
  - 3月14日：東北、上越新幹線上野 - 大宮延伸段開業，新幹線起點從本站改至上野。
  - 9月30日：建設時被稱為「通勤新線」的埼京線開業，並開始與川越線大宮 - 川越段直通運行。
- 1987年（昭和62年）4月1日：國鐵分割民營化，本站國鐵站區由JR東日本接手經營。
- 1994年（平成6年）9月：東武大宮站改良工程動工。
- 1995年（平成7年）2月：東武大宮站改良工程完工。
- 2001年（平成13年）
  - 5月1日：浦和市、大宮市、與野市合併為埼玉市。
  - 11月18日：JR東日本智能卡系統Suica正式投入服務。
- 2002年（平成14年）12月1日：JR東日本改點，東北新幹線「山彥」、「翼」、長野新幹線「淺間」全列車停車。
- 2005年（平成17年）3月5日：JR東日本站內商場「ecute大宮」開業。同時設置了「青蛙郵箱」。
- 2006年（平成18年）3月18日：直通東武線的特急列車「（SPACIA）日光、鬼怒川」開始運行。
- 2007年（平成19年）
  - 2月18日：3月18日與Suica開始共通服務的智能卡系統「PASMO」在本站的JR及東武剪票口進行測試。
  - 3月18日：東武鐵道接受使用PASMO，而埼玉新都市交通同日接受使用Suica。
  - 3月27日：東武鐵道導入發車音樂。
- 2009年（平成21年）
  - 3月14日：本日訂正時間表後，所有「疾風」號及「小町」號班次停靠本站，代表著所有東北、山形、秋田新幹線班次均停靠本站。
  - 3月～4月：LED式列車資訊顯示器與站內看板更新象形符號[注釋 1]。另外，月台撤除吊掛式站名標與路線圖，採用路線圖、野田線（都會公園線）搭乘時間一體型的站立式站名標。
  - 12月1日：東武鐵道站區業務委託予東武車站服務（日语：東武ステーションサービス）經營。
- 2014年（平成26年）
  - 3月15日：配合北陸新幹線延伸開業，中央自由通道大規模改建工程完工。
  - 11月1日：JR東日本車站業務的南剪票口、南新幹線轉乘口委託JR東日本車站服務（日语：JR東日本ステーションサービス）經營。
- 2015年（平成27年）3月14日：JR東日本改點，上越新幹線新幹線「朱鷺」全列車停車。所有全營業列車皆停靠大宮站。
- 2016年（平成28年）3月26日：東武改點，本站新設急行[8]。
- 2017年（平成29年）[4月21日：東武改點，本站新設特急[9]。
- 2018年（平成30年）6月1日：VIEW PLAZA委託給VIEW TRAVEL SERVICE（日语：びゅうトラベルサービス）經營。[10]
- 2019年（令和元年）11月15日 - 12月11日：商業設施「ecute大宮」重新開幕[11]。
- 2020年（令和2年）
  - 3月14日：新幹線e ticket serice上路[12]。
  - 7月22日：商業設施「Dila大宮」部分將以「ecute大宮 north」重新開幕[13]。

## 車站構造
本站有JR東日本、東武鐵道、埼玉新都市交通3個站區，其中JR東日本站區規模最大，地下1樓為埼京線、川越線月台，地面是其他在來線月台，3樓是新幹線月台。而東武野田線月台則位於JR東日本地面月台東側，而埼玉新都市交通的月台則位於2樓。三個站區並不相通，換乘必須通過閘機，進入車站大堂。站內設有一條連接車站東西兩側的非付費區通道，是換乘的必經之路。這條通道將JR東日本站區的付費區分為南北兩邊，且並不相連，來往兩個付費區必須透過地面月台才能抵達。
JR東日本站區共有4個剪票口，兩個付費區各有2個剪票口。東武站區的剪票口位於車站東北側的地面，而埼玉新都市交通的剪票口則位於車站西北側新幹線月台的下方。
中央自由通道與車站大樓「LUMINE」一體化，兩旁除了有綠色窗口與VIEW PLAZA，還有商業設施與觀光資訊中心。中央剪票口（南北）前有為紀念車站開業100周年與埼京線開業所製作的大型金屬藝術裝置「往來·線」（行きかう・線），公募愛稱為「豆之木」（まめの木）。
綠色窗口的營業時間為6：00-22：00，VIEW PLAZA為10：30-19：00（假日閉店時間提前30分），指定席售票機分別設於付費區內兩處、付費區外三處。付費區內的指定席售票機開放時間為6：00-23：15，付費區外為首班車-23：50（ekinet網路取票時間為5:30-23：00，e5489網路取票時間為4：30-23：20）。本站由於有北陸新幹線停靠，因此JR西日本e5489的訂票可在本站取票。
站中商場有南側的ecute大宮，北側有Dila大宮。2019年11月 - 12月「ecute大宮」進行改裝、2020年7月22日，「Dila大宮」部紛將以「ecute大宮 north」重新開幕。
事務管碼為▲451018或▲441018。

### JR東日本
新幹線月台位於地上3樓的高架上，在來線月台位於地面與新幹線下方的地下，由於鄰接大宮綜合車輛中心，地面有多條側線。
大廳及剪票口位於地上2樓，以東西向的中央自由通道為中心分為南北兩側。中央自由通道兩旁有中央剪票口（北）與中央剪票口（南），西口側往南側大廳有南剪票口，往北側大廳有北剪票口。
本站為直營站，下管土呂站、南與野站、與野本町站、北與野站、日進站、西大宮站、指扇站。

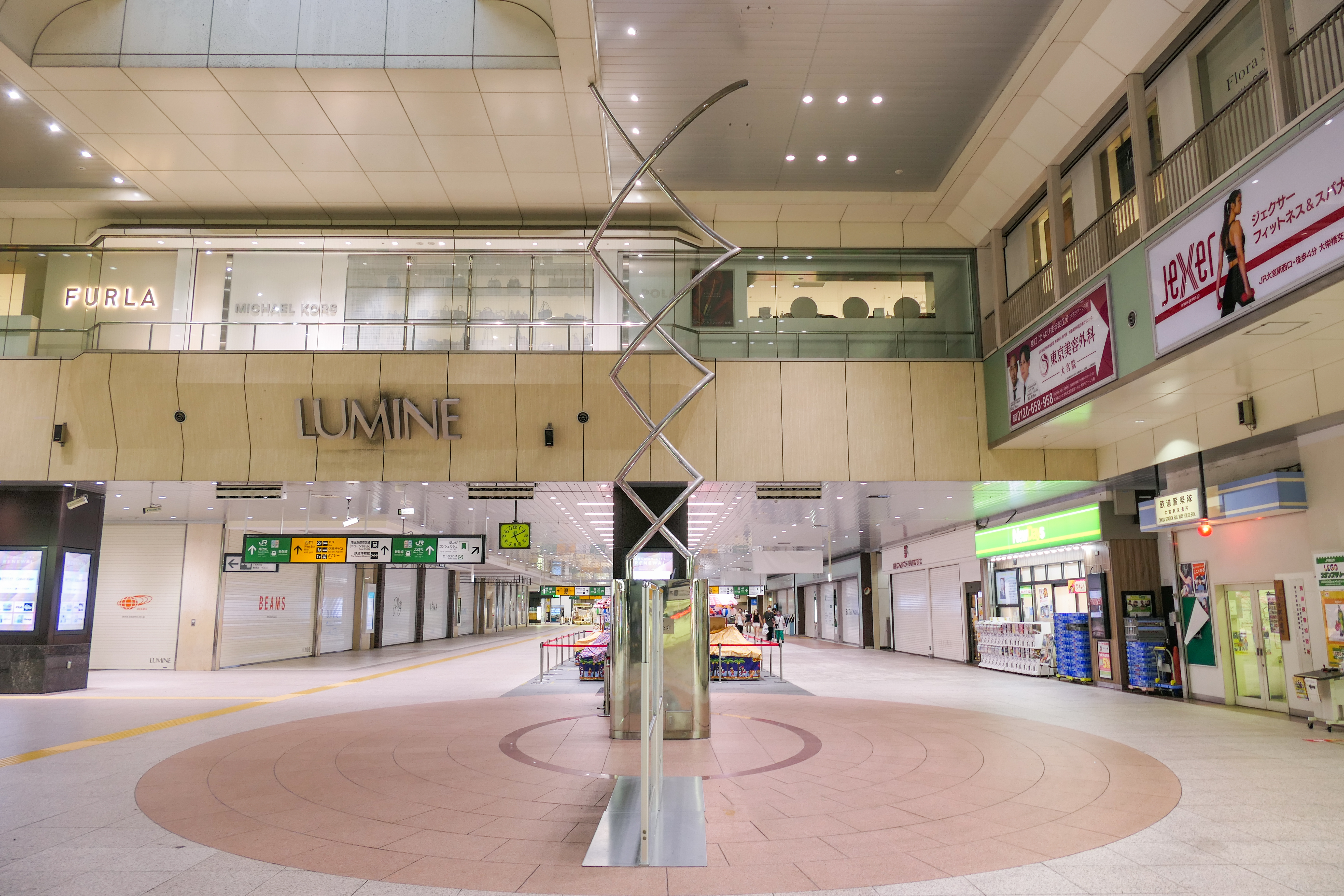
車站大廳(2022年7月)
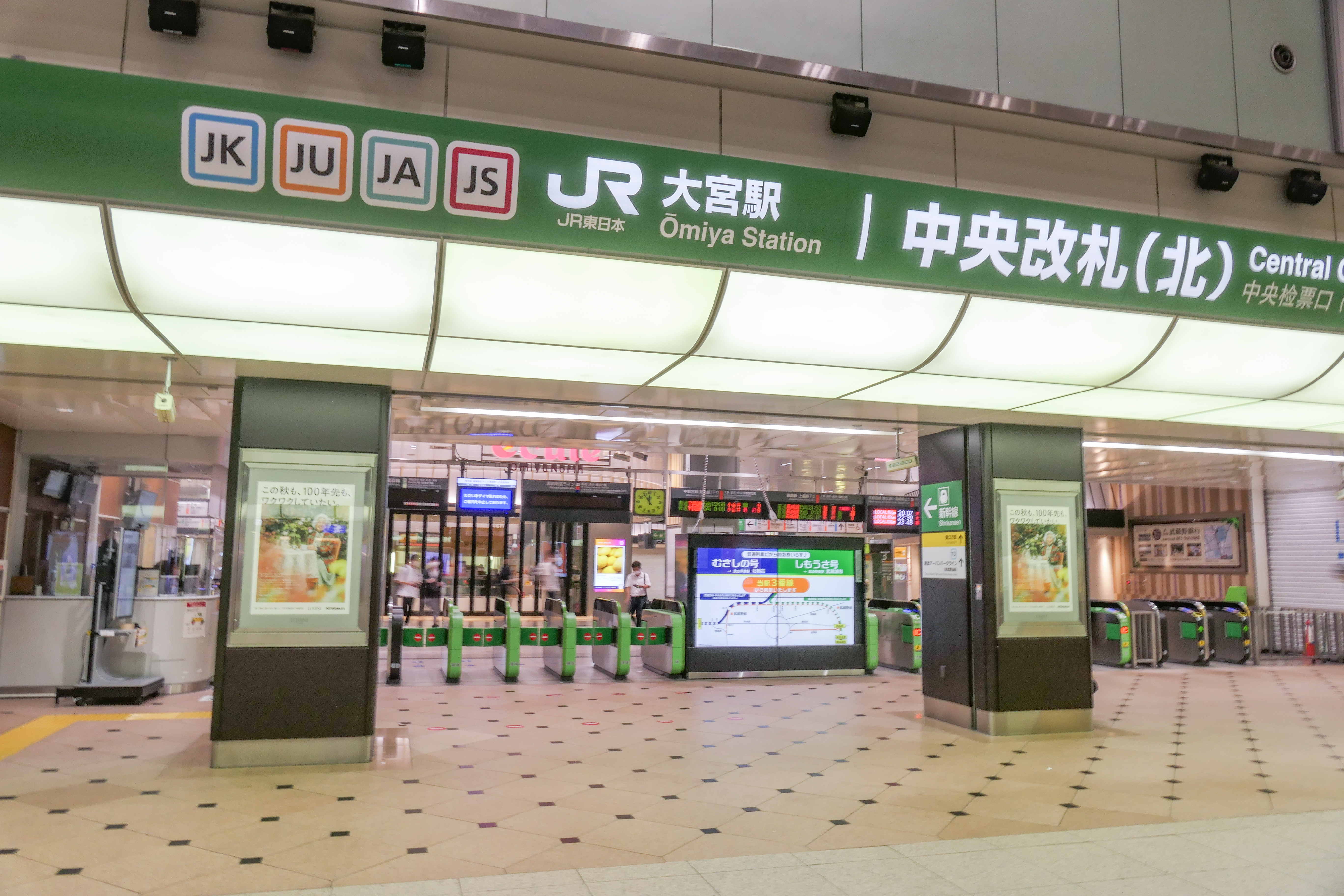
中央驗票口（北）（2022年7月）
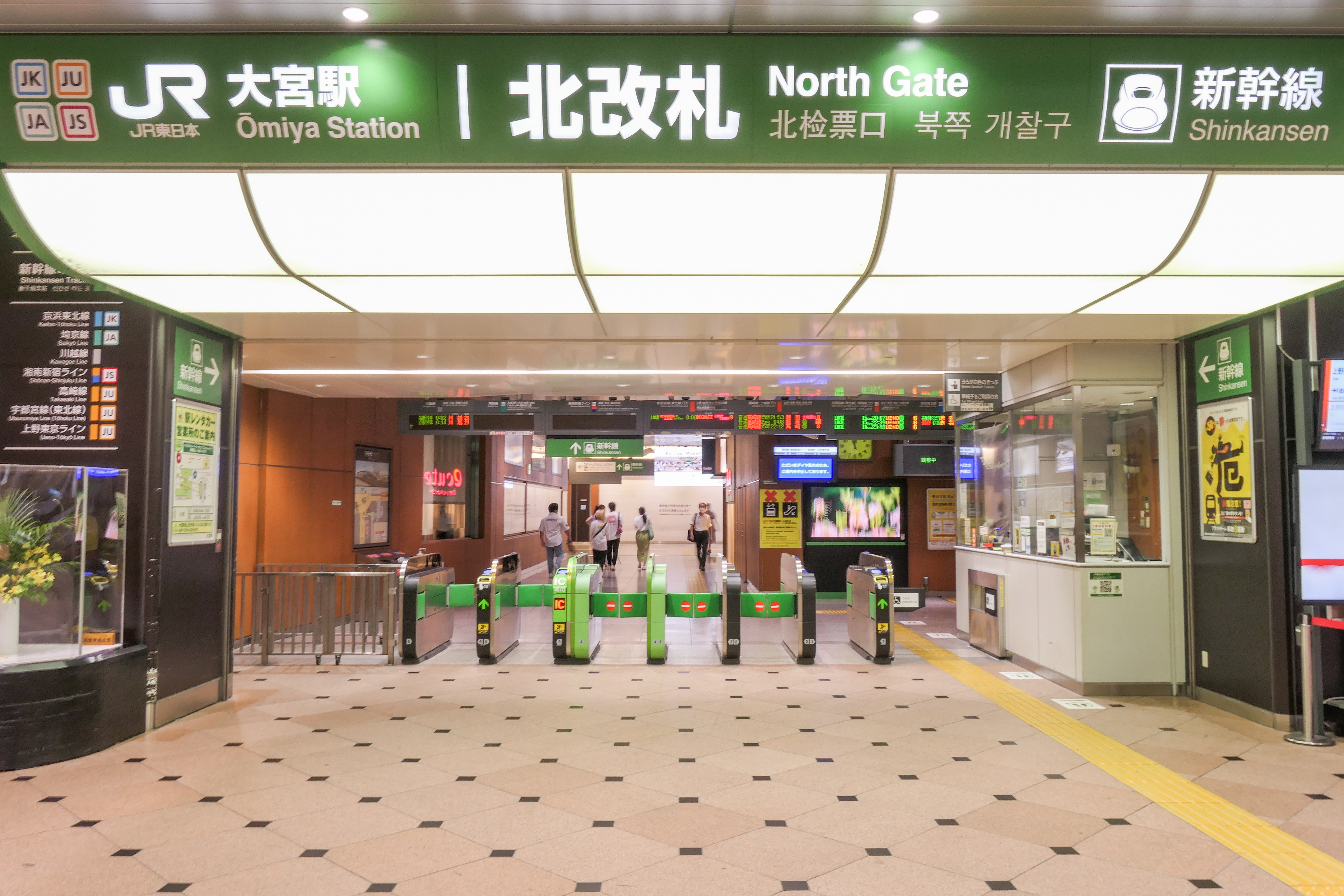
北驗票口（2022年7月）
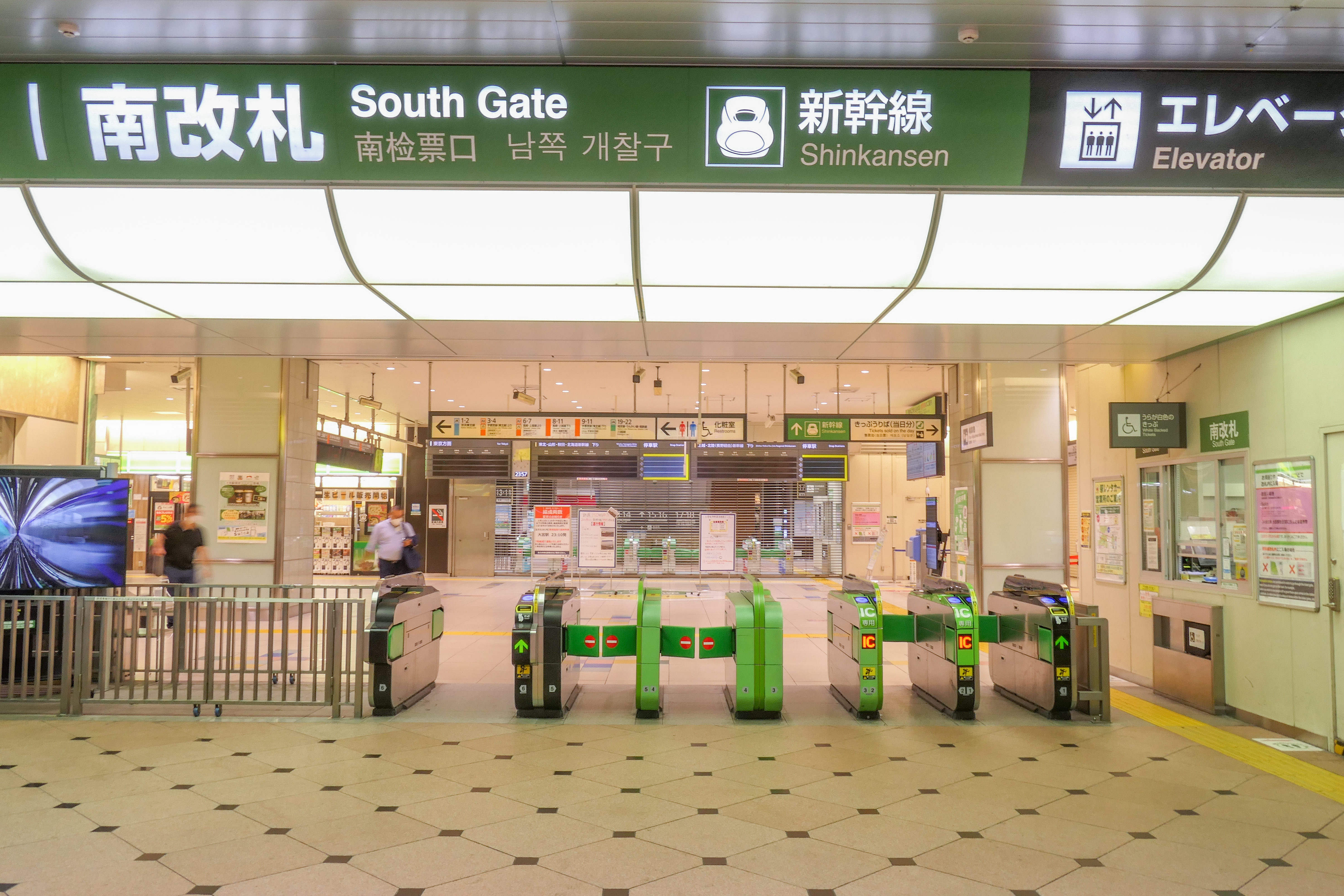
南閘口（2022年7月）
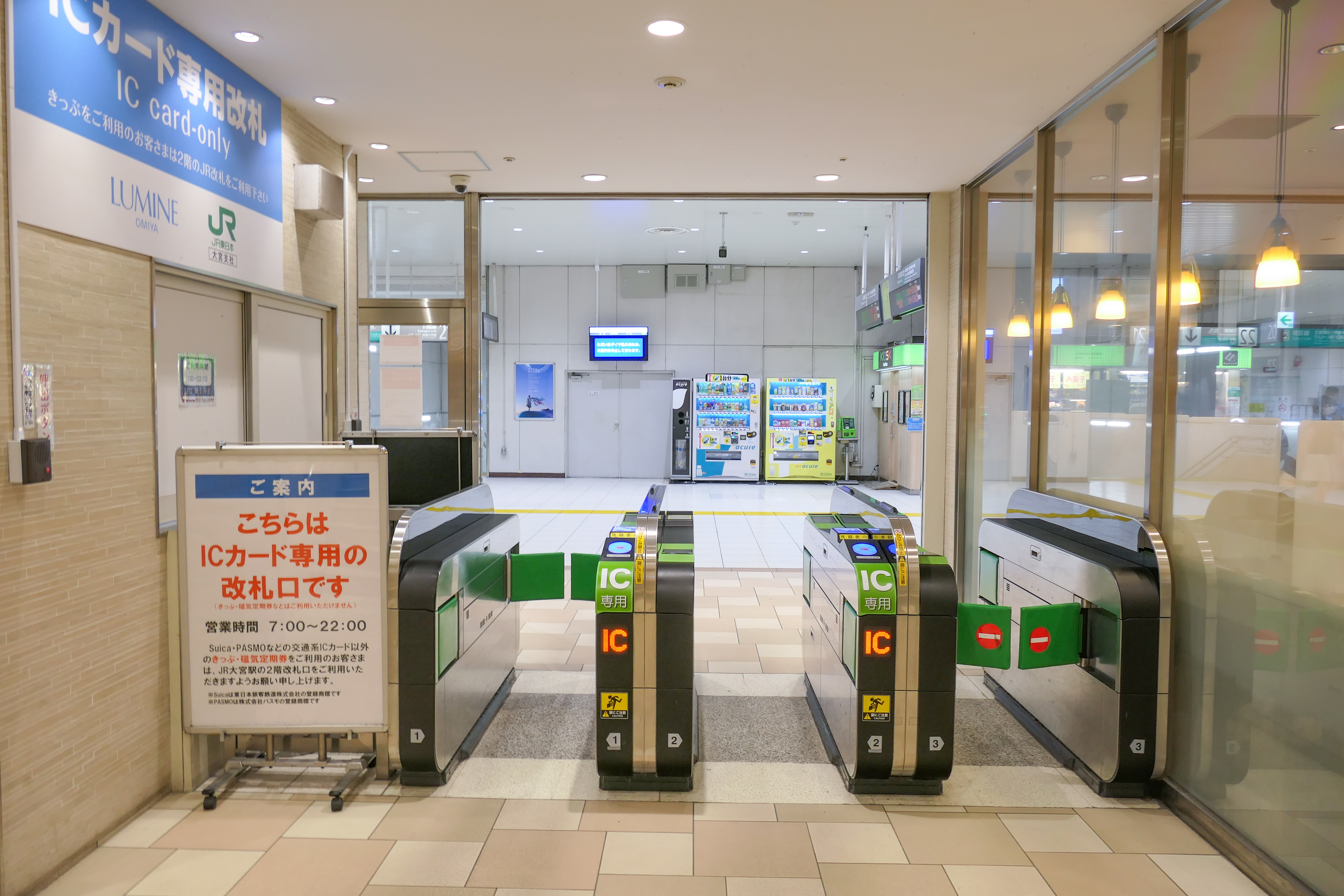
Lumine北驗票口（2022年8月）
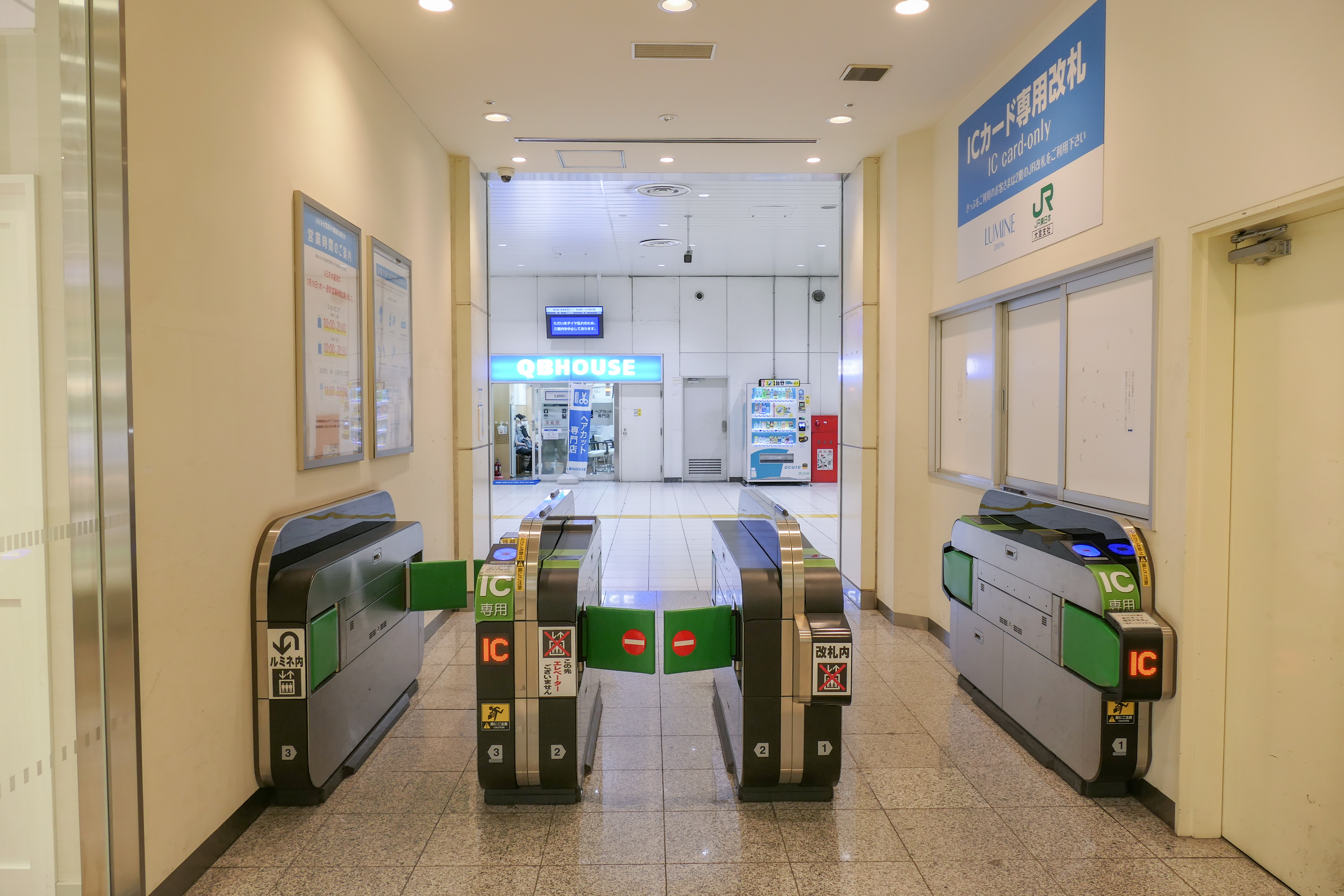
Lumine南驗票口（2022年8月）
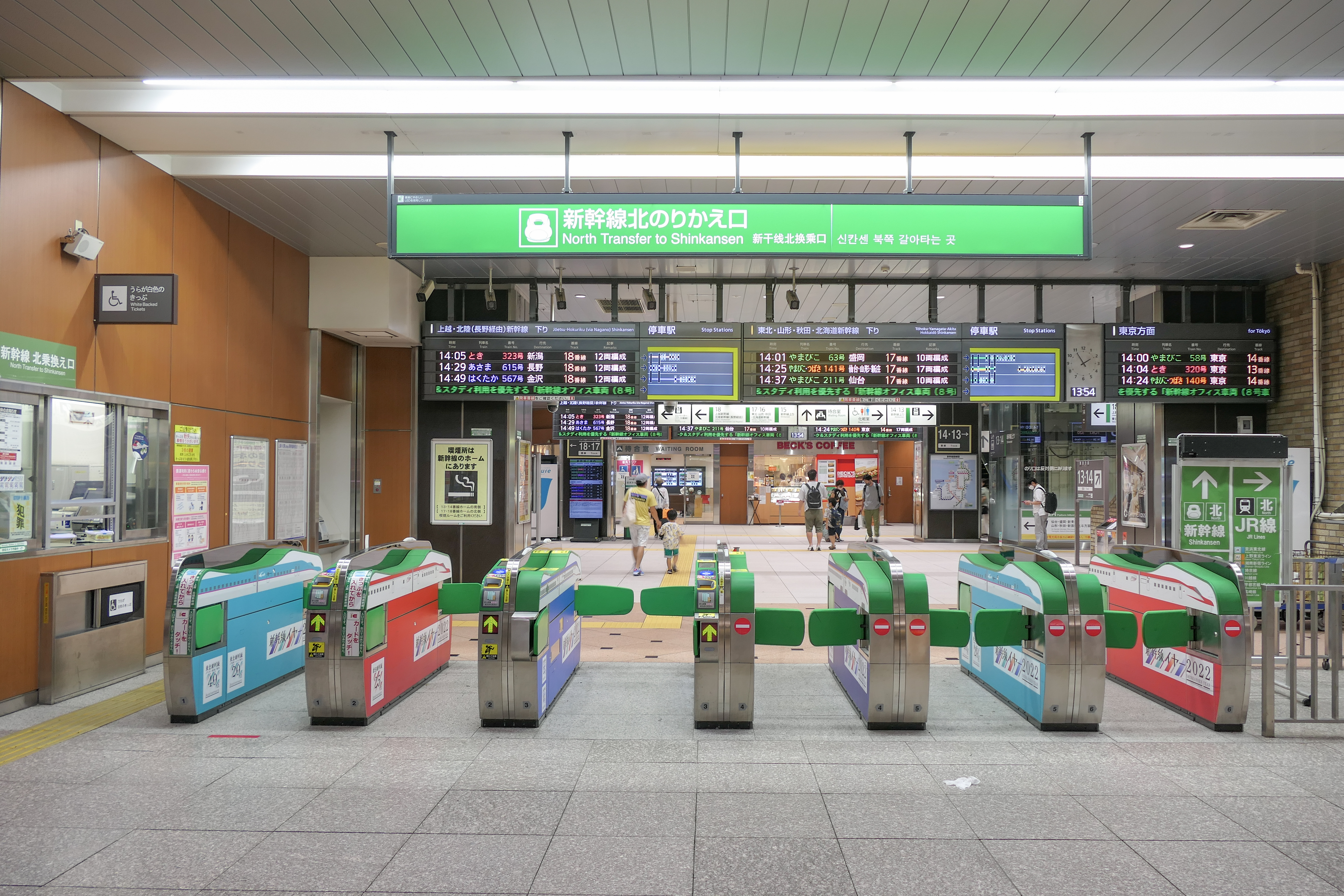
轉乘新幹線的北驗票口（2022年8月）
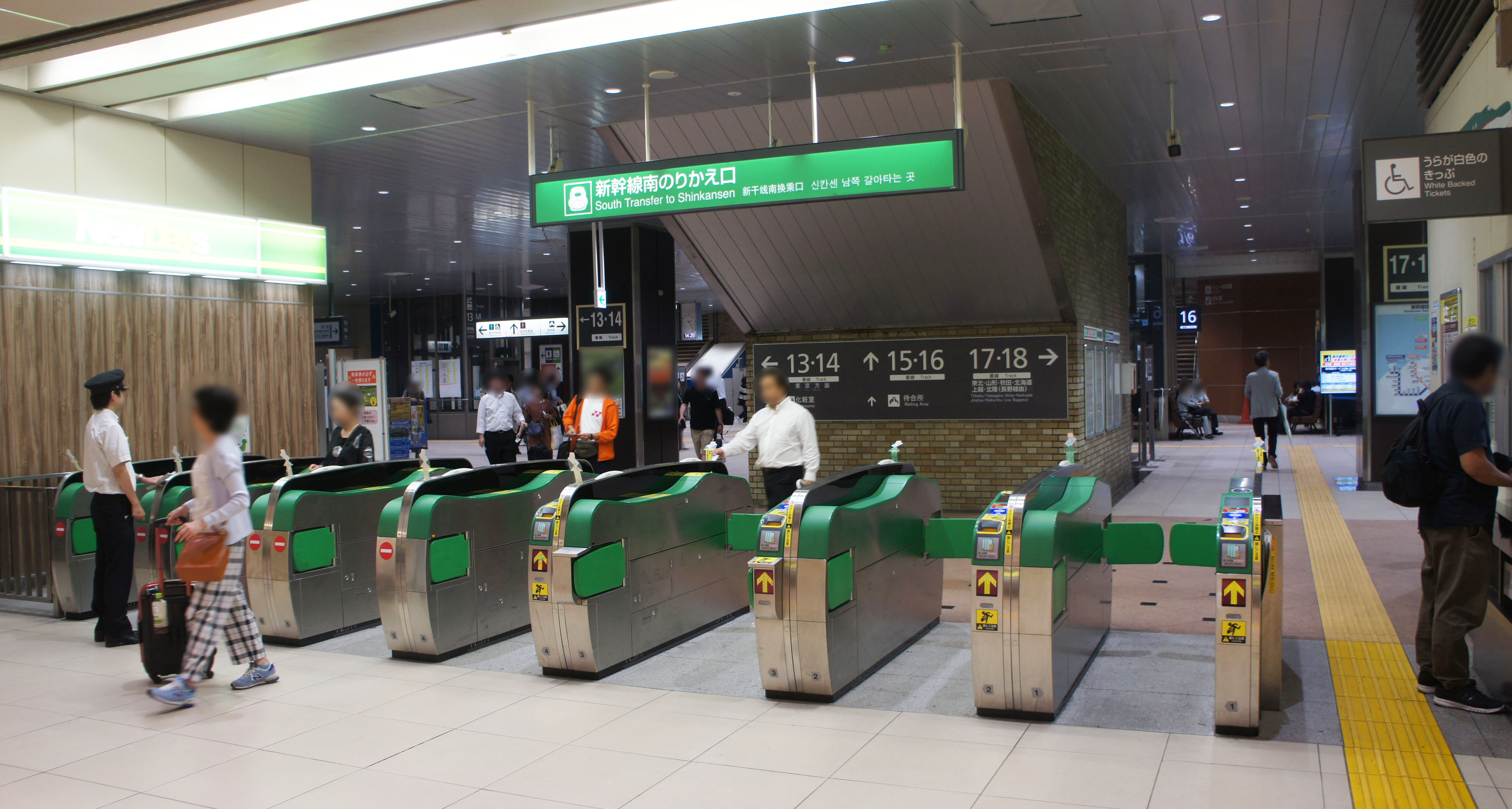
新幹線南轉乘閘口（2019年6月）
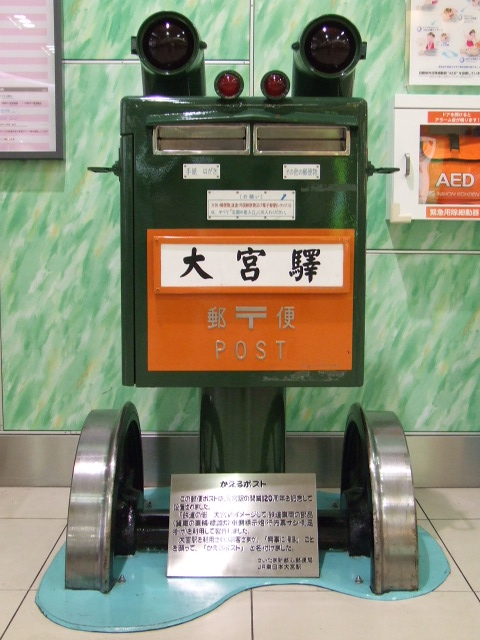
站內的「青蛙郵筒」

#### 月台配置

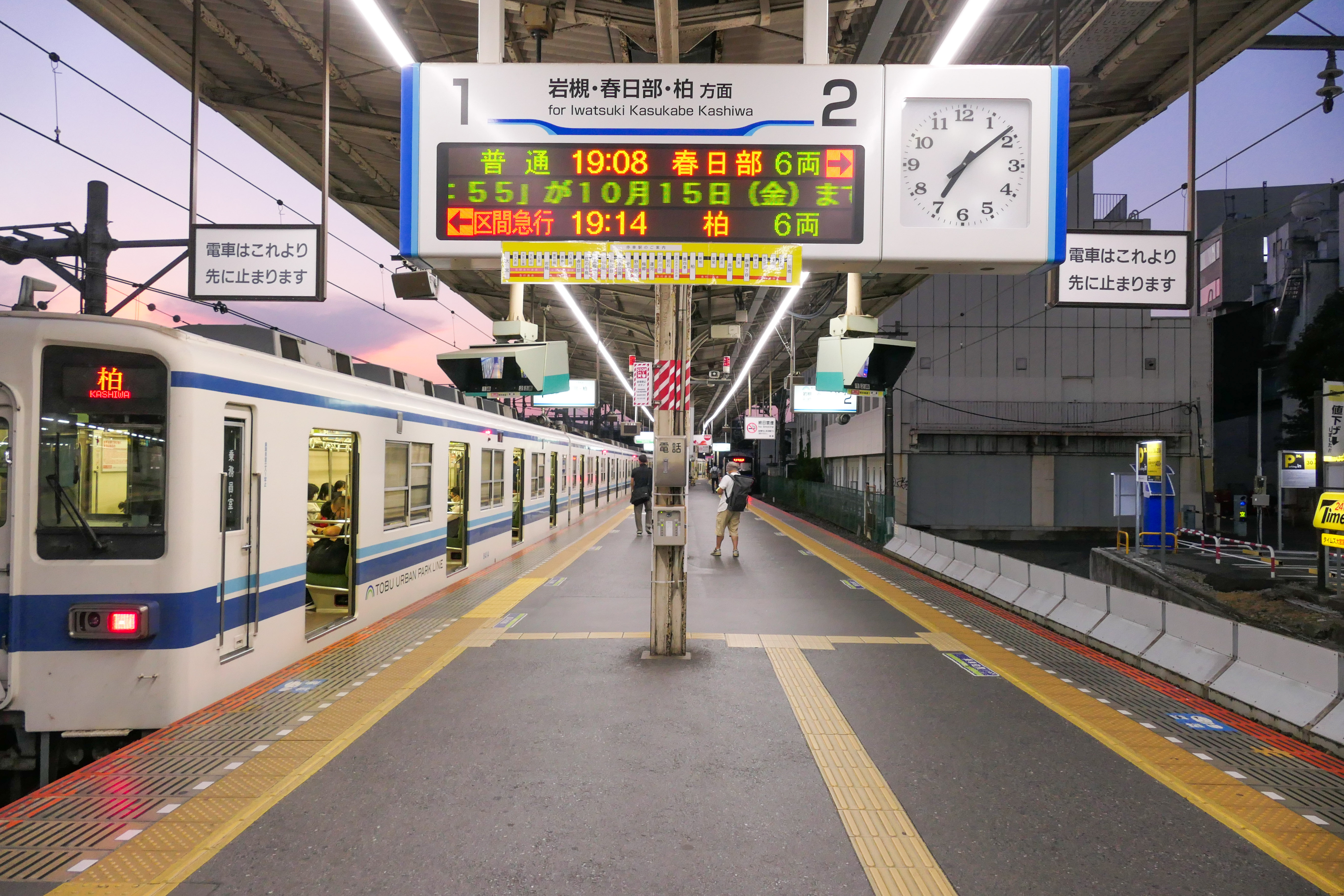
月台（2021年7月）

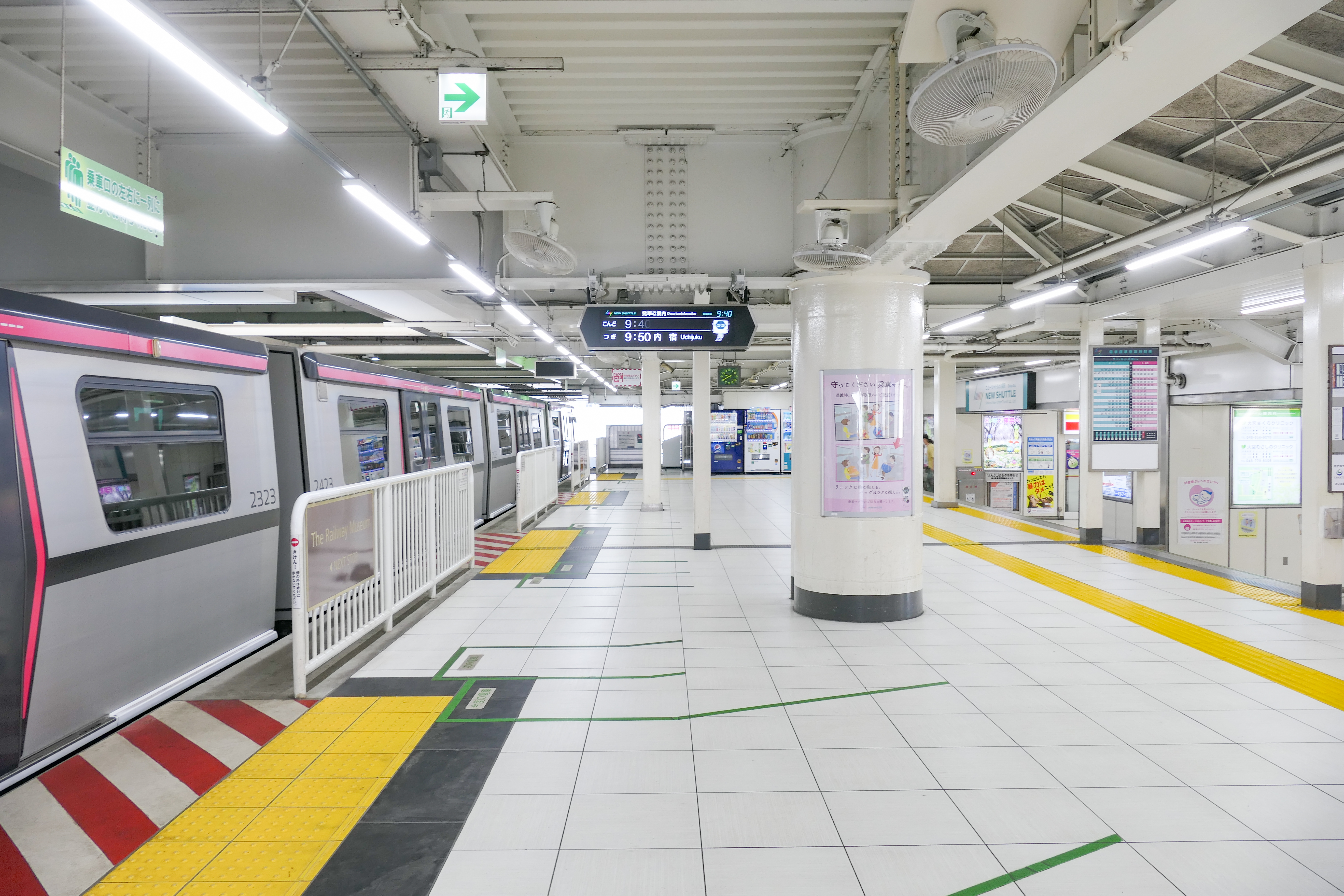
月台(2022年8月)
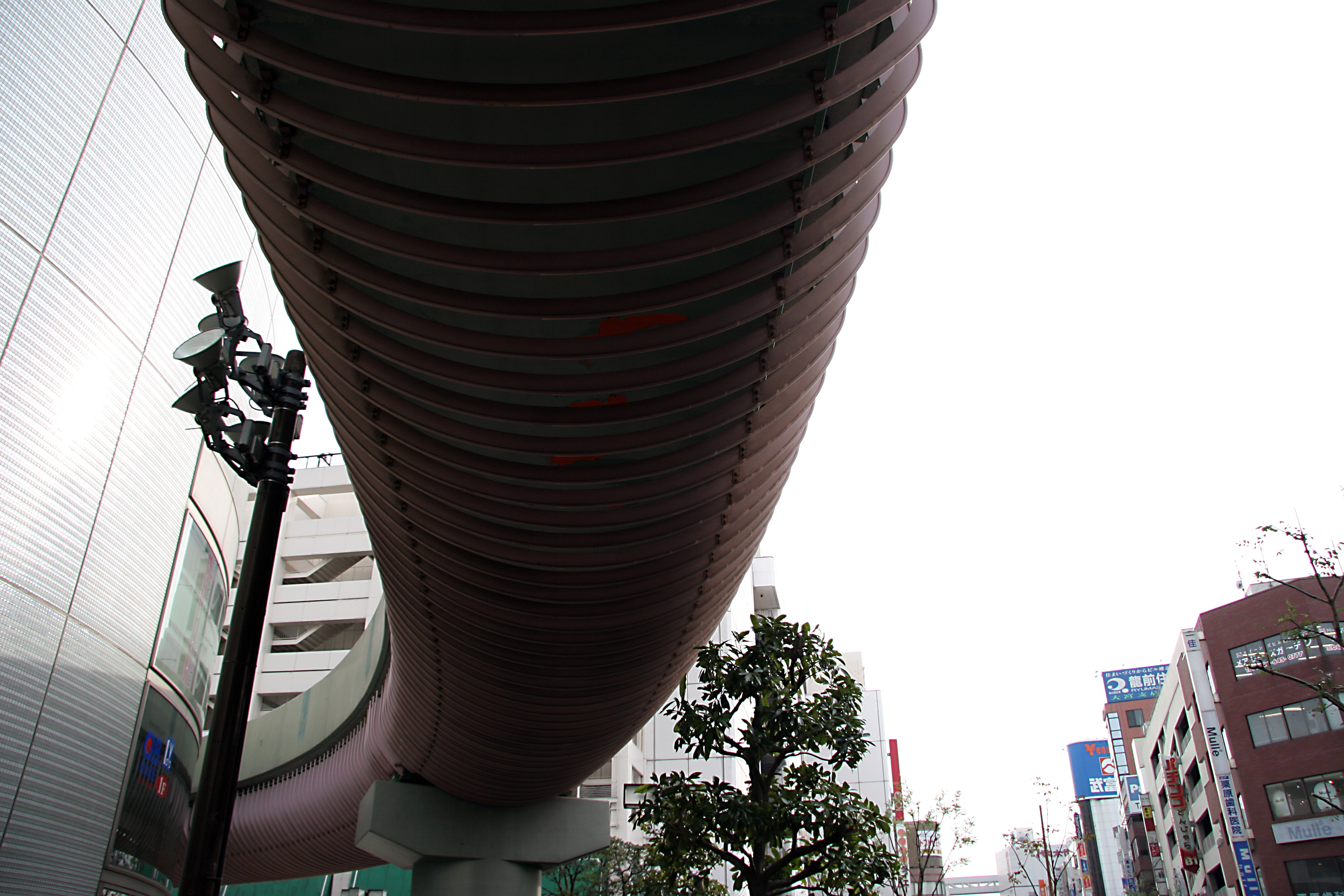
車站附近的高架軌道

| 月台編號   | 路線                 | 方向 | 目的地                             | 備註                                                    |
| ---------- | -------------------- | ---- | ---------------------------------- | ------------------------------------------------------- |
| 地面月台   |                      |      |                                    |                                                         |
| 1、2       | 京濱東北線           | 南行 | 大船、赤羽、上野方向               |                                                         |
| 3          | 武藏野線直通         | -    | 八王子、府中本町方向               | 「武藏野號」                                            |
| 3          | 武藏野線直通         | -    | 西船橋方向                         | 「下總號」                                              |
| 3、4、6、7 | 上野東京線           | 上行 | 上野、橫濱、小田原方向             | 3、4號線是宇都宮方向發出列車 6、7號線是高崎方向發出列車 |
| 3、4、6、7 | 湘南新宿線           | 南行 | 新宿、橫濱方向                     | 3、4號線是宇都宮方向發出列車 6、7號線是高崎方向發出列車 |
| 7          | ■特急                | 下行 | 熊谷、高崎、長野原草津口、前橋方向 | 「草津、赤城、Swallow赤城」                             |
| 8          | 高崎線               | 下行 | 上尾、熊谷、高崎、前橋方向         | 東京、上野方向發出列車                                  |
| 9          | 宇都宮線             | 下行 | 宇都宮、黑磯方向                   | 東京、上野方向發出列車                                  |
| 11         | 宇都宮線             | 下行 | 宇都宮方向                         | 湘南新宿線發出列車                                      |
| 11         | 高崎線               | 下行 | 熊谷、高崎方向                     | 湘南新宿線發出列車                                      |
| 11         | 東武線直通特急       | -    | 東武日光方向                       | 「（SPACIA）日光、鬼怒川」                              |
| 高架月台   |                      |      |                                    |                                                         |
| 13-15      | 新幹線               | 上行 | 上野、東京方向                     | 15號線僅停靠部分列車                                    |
| 16、17     | 東北、北海道新幹線   | 下行 | 仙台、盛岡、新青森、新函館北斗方向 | 16號線為臨時月台                                        |
| 16、17     | 山形新幹線           | 下行 | 山形、新庄方向                     | 16號線為臨時月台                                        |
| 16、17     | 秋田新幹線           | 下行 | 秋田方向                           | 16號線為臨時月台                                        |
| 18         | 上越新幹線           | 下行 | 高崎、長岡、新潟方向               |                                                         |
| 18         | 北陸新幹線（經長野） | 下行 | 高崎、長野、富山、金澤方向         |                                                         |
| 地下月台   |                      |      |                                    |                                                         |
| 19         | 埼京線               | 南行 | 池袋、新宿、大崎、新木場方向       | 本站發車                                                |
| 20         | 埼京線               | 南行 | 池袋、新宿、大崎、新木場方向       |                                                         |
| 21         | ■川越線              | 北行 | 日進、川越、高麗川方向             |                                                         |
| 22         | 埼京線               | 南行 | 池袋、新宿、大崎、新木場方向       | 本站發車                                                |
| 22         | ■川越線              | 北行 | 日進、川越、高麗川方向             | 部分列車                                                |

（來源：JR東日本:站內圖 （页面存档备份，存于））
往新宿站有埼京線、湘南新宿線兩條路線，往橫濱站也有上野東京線、湘南新宿線兩條路線，因此大廳有資訊看板顯示先後列車供乘客參考。

##### 地面月台
1－11號月台（1、2號線：京濱東北線，3 - 11號線：宇都宮線（東北本線）、高崎線、上野東京線、湘南新宿線）是地上1樓的島式5面10線地面月台。
1、2號線是京濱東北線專用，線路止於北側。
3、4號線是宇都宮線上行列車專用、6號線是高崎線直通上行列車專用。3號線除了是宇都宮線上行待避線，也是武藏野線直通「武藏野號」「下總號」與臨時列車「假日快速」等的始發月台。
7號線是兼高崎線上行待避線的上下線共用中線，東京側有兩條拖上線。除了有本站始發的特急「成田特快」與「超景踴子號」、「踴子號」（臨時列車）使用，傍晚夜間時段的特急「赤城」、「Swallow赤城」為了與普通列車乘客分離也會使用7號線。下行特急因誤點等狀況無法使用7號線時，會改停8號線。當大幅誤點時，無論上下行或運行系統，列車會利用拖上線進行折返。
白天往東京方向的京濱東北線多使用2號線，宇都宮線上行列車多使用4號線，高崎線直通上行列車多使用6號線。早晨尖峰時刻為確保停車時間與舒緩月台人潮，部分上行列車會使用3號線、7號線進行交互發車。
8號線有東京、上野方向發出的高崎線停靠，9號線則是相同方向發出的宇都宮線停靠。月台上有Newdays與蕎麥麵店等商店。
11號線停靠的有湘南新宿線發出的宇都宮線列車、高崎線列車以及東武日光線、鬼怒川線直通特急「日光」「鬼怒川」「SPACIA鬼怒川」、武藏野線發出的直通列車「武藏野號」「下總號」（終停）、「成田特快」（終停）等從新宿、池袋方向或武藏野線方向（經東北貨物線）發出的列車。浦和方向前2輛與宮原方向前3輛的月台，由於過去的建設歷史（後述），空間十分狹窄。
3、4、8及9號線月台平日有站員駐守，負責列車到站後的廣播、確認已完成上下車並發送指示及播放發車音樂。而其他月台基本上由月台控制室負責，而播放發車音樂則由車掌負責。
5、10號線是貨運列車及回送列車、團體列車、臨時列車使用的線路，由於不設月台，因此成為缺號。5號線主要由上行方向、10號線主要由下行方向使用。另外，12號線雖與11號線使用相同月台，但因無法使用因此成為缺號月台。12號線西側有大宮綜合車輛中心的多條線路，其中12號線旁的線路被視作大宮站13號線，此編號也使用於信號機。
1970年代前後，10、11號線為待機線，12、13號線月台由非電化時代的川越線列車使用。1985年川越線電氣化、地下化而停止使用後，1988年改作為延駛至池袋站的宇都宮線（當時為東北線）、高崎線的下行月台，然而舊川越線月台過於狹小，原為待機線的11號線旅客化，撤除舊12號線，改建為可停靠15輛編組的電車月台。現在的11號線仍可經由地面的舊川越線線路進入川越線。
12號線之後未電氣化，線路暫時使用木材封鎖。11號線已改建為電車用的高月台，但12號線側仍維持氣動車用的低月台，由於兩側高低不同，2009年至2010年進行平面化改良工程，並拆除「12號線」的標示。之後2020年月至3月加設柵欄。
備註
- 湘南新宿線的橫須賀線直通快速列車從本站起往南至終點站為各站停車，因此列車會在本站將車種切換成「普通」。而東海道線直通快速列車至本站為止為各站停車，因此會在本站將車種從「普通」改成「快速」。此外，反方向的橫須賀線直通宇都宮線快速列車、東海道線直通高崎線快速列車（高崎線內普通）則是在大崎站進行車種切換。
- 湘南新宿線往高崎末班車（不僅是新宿方向，也是包含上野東京線在內的東海道線、橫須賀線、橫濱方向發出的直通末班車），與上野發往宇都宮的宇都宮線末班車在本站進行列車接續。2016年改點前，宇都宮線末班車不會等待湘南新宿線末班車先行發車。另外，上野站的宇都宮線、高崎線下行末班車時段，若是發生山手線內回、京濱東北線北行、常磐線上行誤點時，宇都宮線末班車仍會準時發車至本站後停車，而由後續的高崎線末班車在上野站等待三線接續，再至本站與宇都宮線末班車接續。
- 當宇都宮、高崎線開行24小時臨時列車時，上行的宇都宮線發湘南新宿線直通橫須賀線臨時列車使用7號線，高崎線往上野臨時列車使用平時的6號線，下行湘南新宿線直通宇都宮線（或大宮終停）臨時列車使用9號線，上野發高崎線臨時列車使用平時的8號線，以便同月台轉乘。除了方便乘客轉乘，也可節省月台使用。3、4號線月台與11號線月台不使用。不與高崎線接續的湘南新宿線也在7、9號線發車。

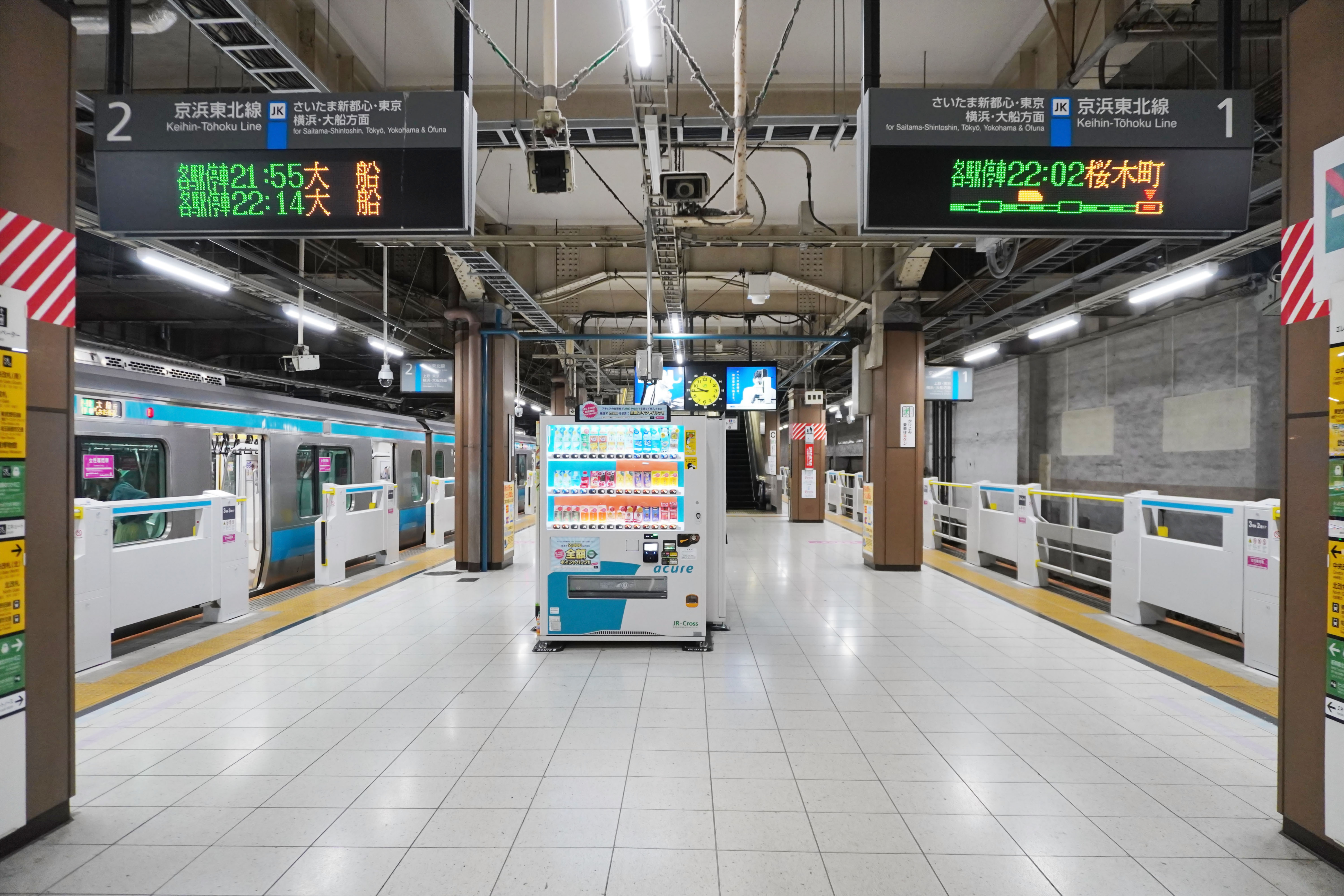
1號與2號月台（2024年3月）
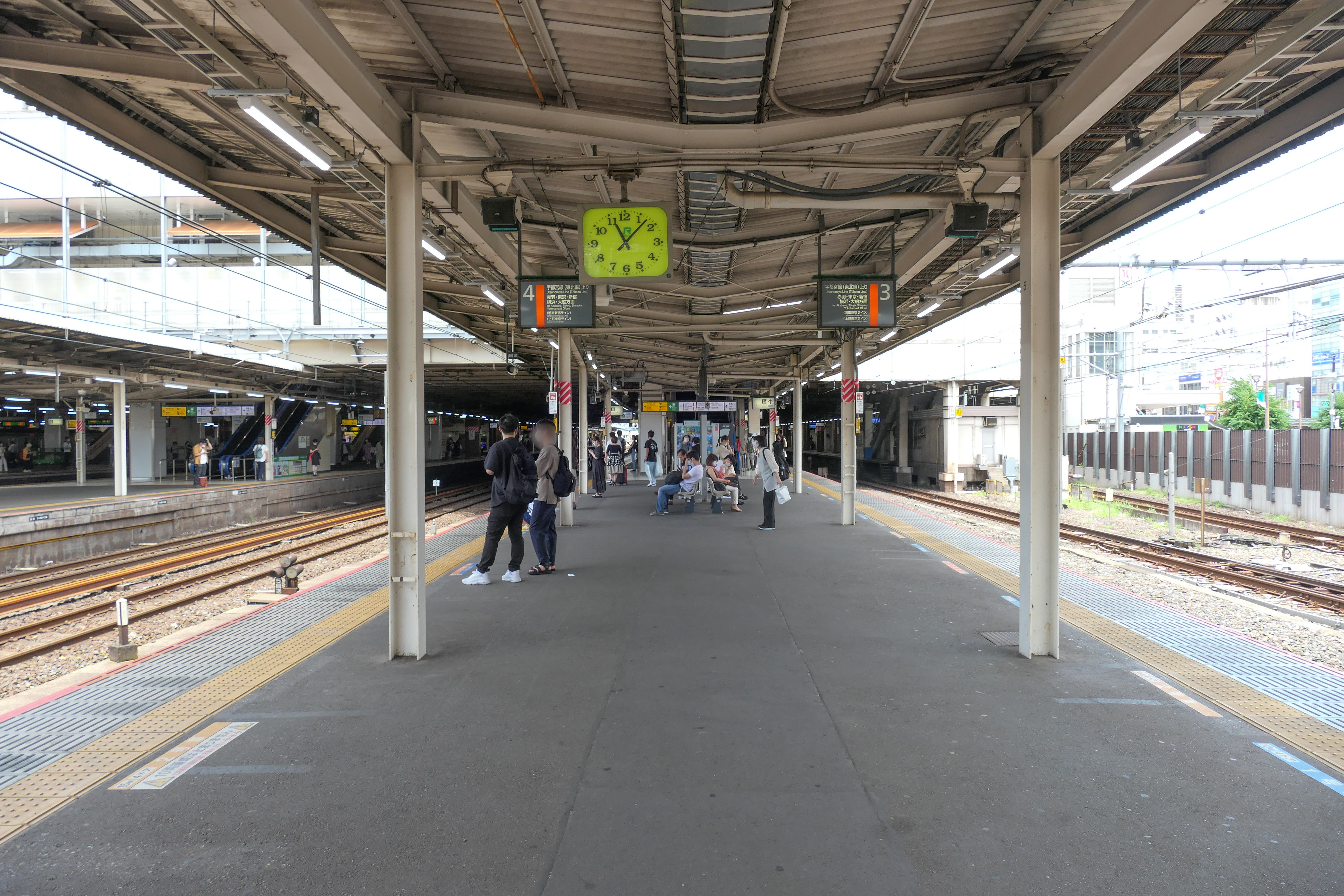
3號與4號月台（2021年7月）
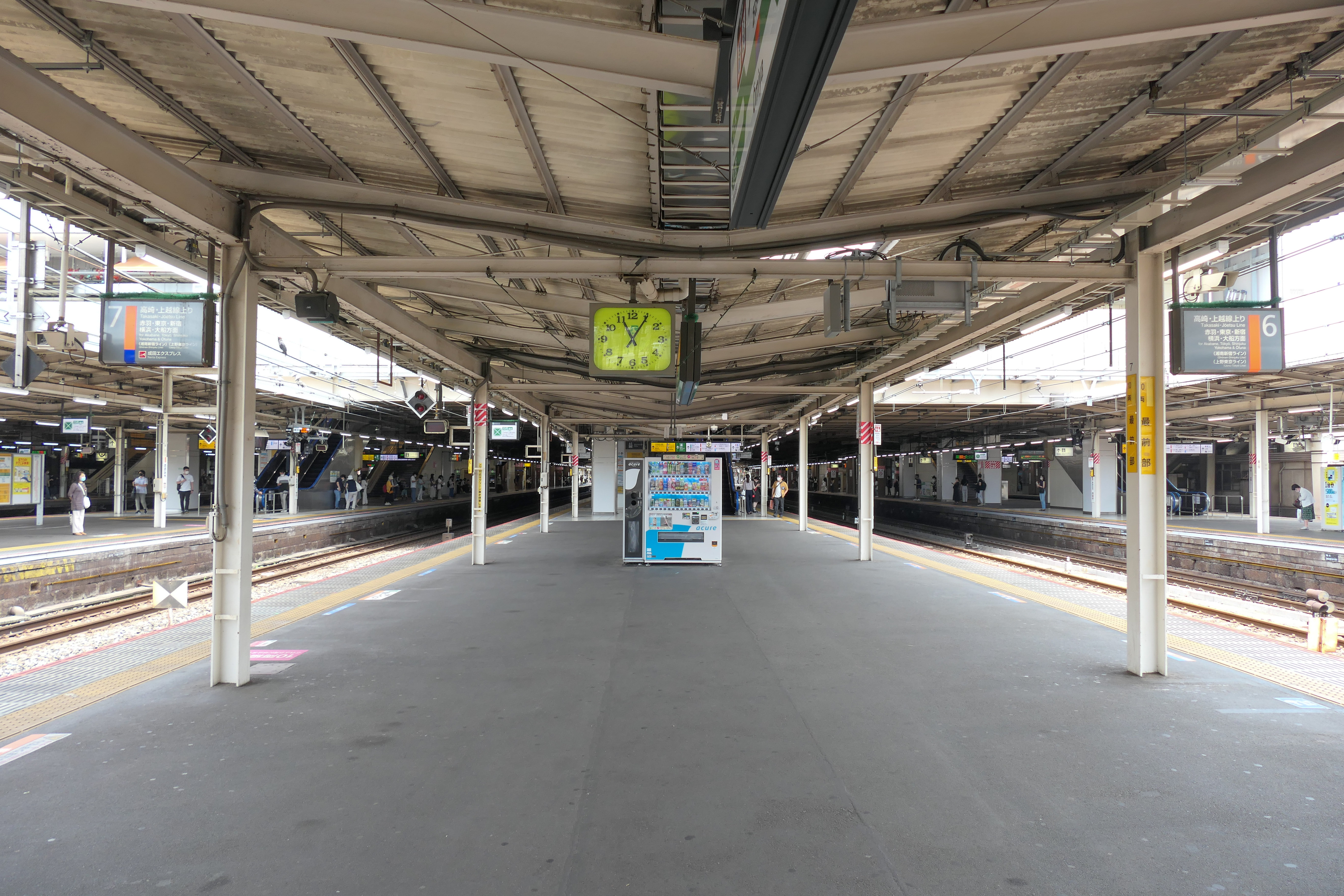
6號與7號月台（2021年7月）
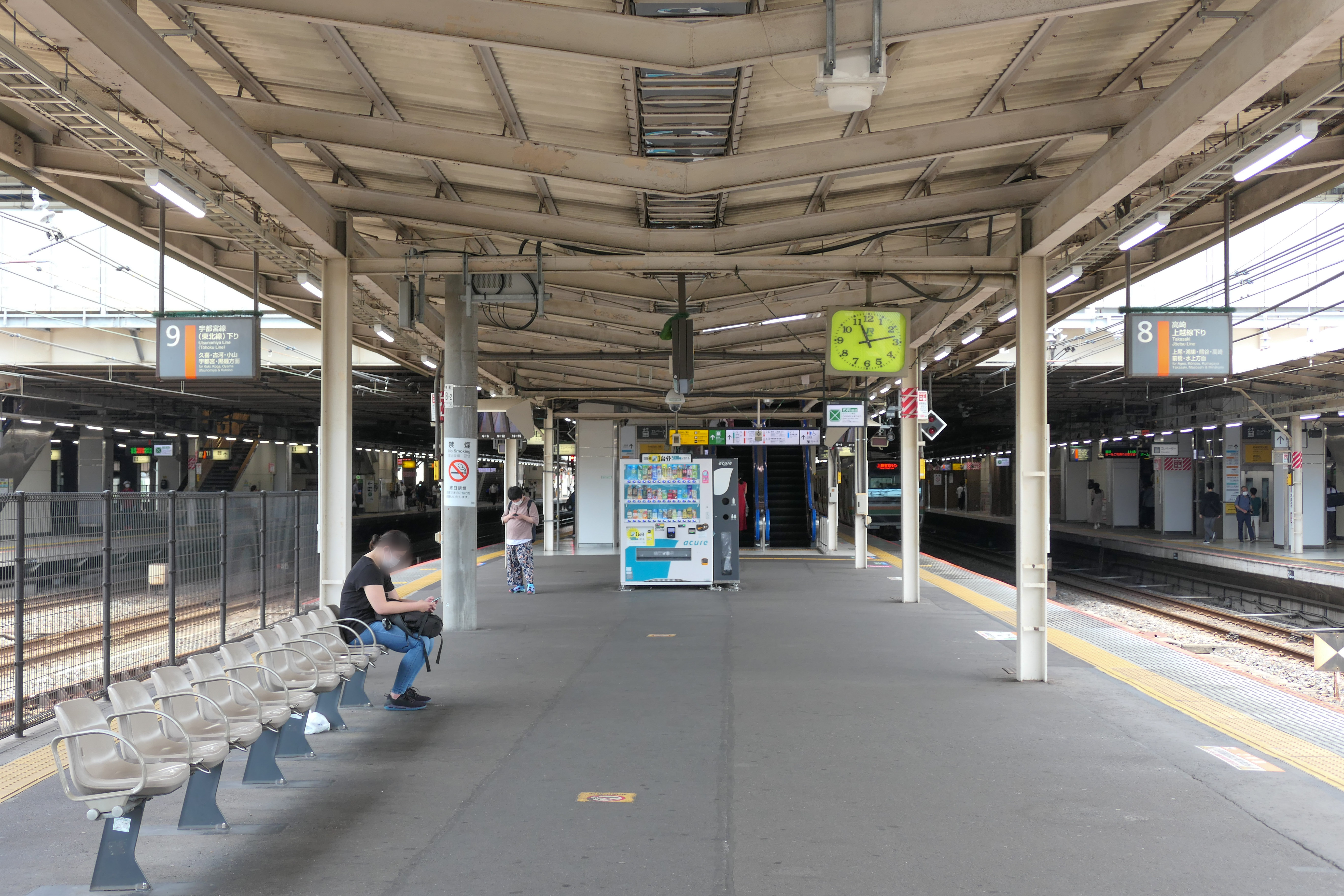
8號與9號月台（2021年7月）
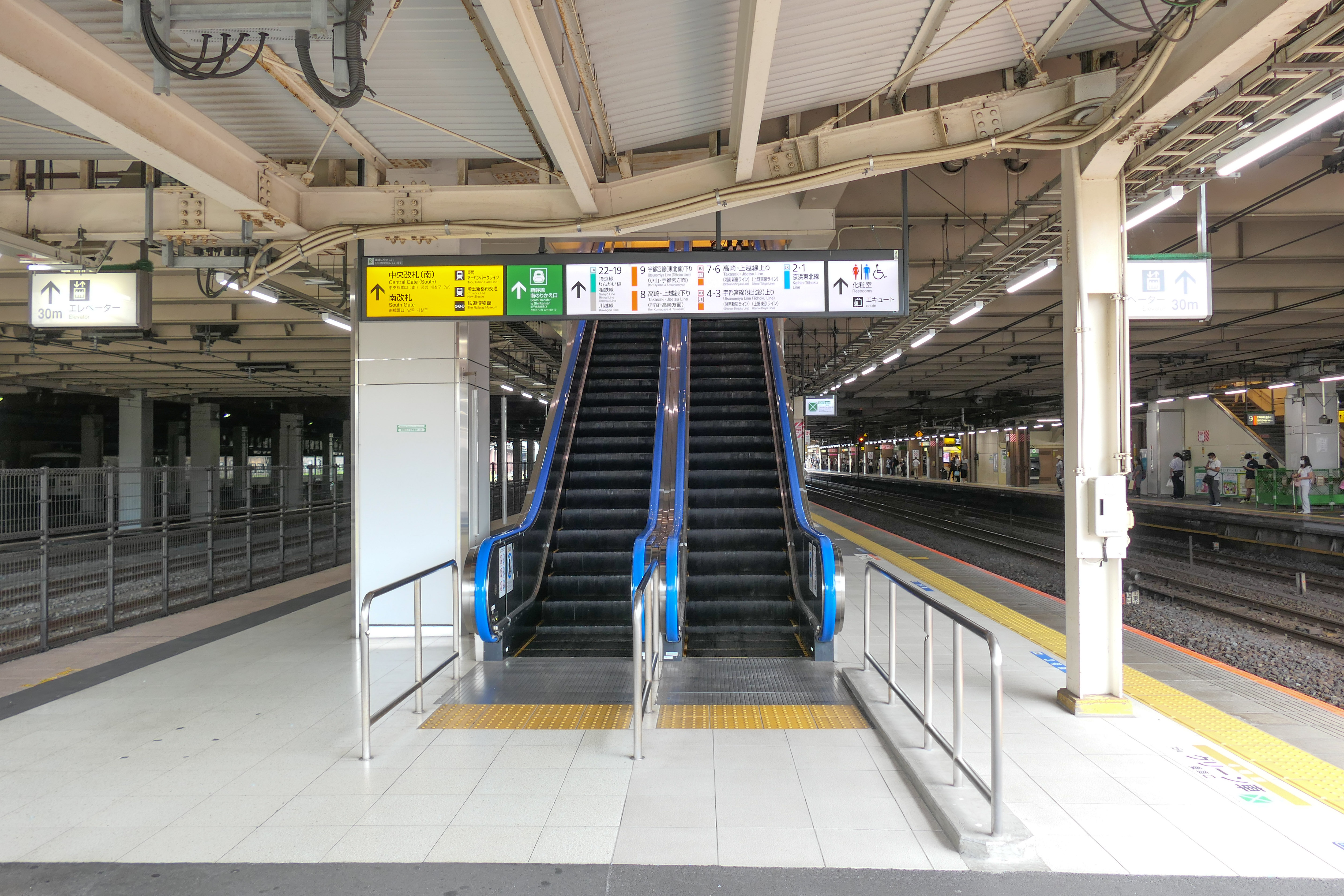
11號月台（2021年7月）

##### 高架月台
13 - 18號線（東北、山形、秋田、北海道、上越、北陸新幹線）是地上3樓的島式3面6線高架月台。
上越、北陸新幹線的上行列車使用13號線，東北、山形、秋田、北海道新幹線的上行列車使用14號線。
東北、山形、秋田、北海道新幹線的下行列車使用17號線，上越、北陸新幹線的下行列車使用18號線。
月台設有可顯示發車時刻的全彩列車資訊顯示器。17、18號線亦有乘車位置資訊顯示器。
15號線有部分上行列車使用。
16號線沒有定期列車使用，主要是誤點時提供部分本站起訖臨時列車與回送列車使用。
全部軌道都有月台，沒有通過線。由於沒有可動式月台門，回送等列車通過時需低速行駛。
2015年（平成27年）3月14日改點起，本站停靠全部旅客列車。
隨著北陸新幹線與北海道新幹線通車，開始規劃本站起訖的新幹線列車。東北新幹線在2017年7月與9月開行大宮站起迄的臨時「隼號」。

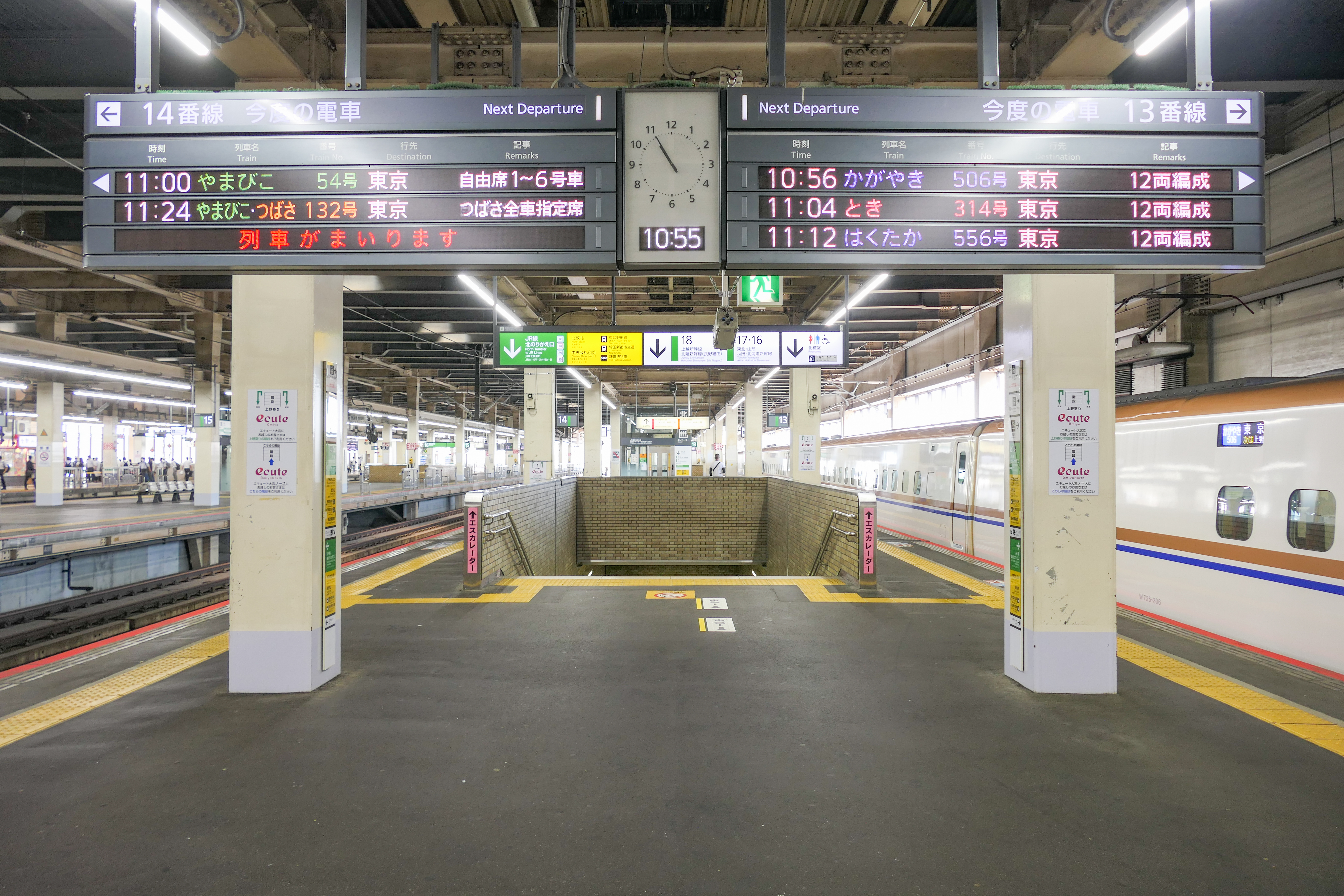
13、14號月台（2022年6月）
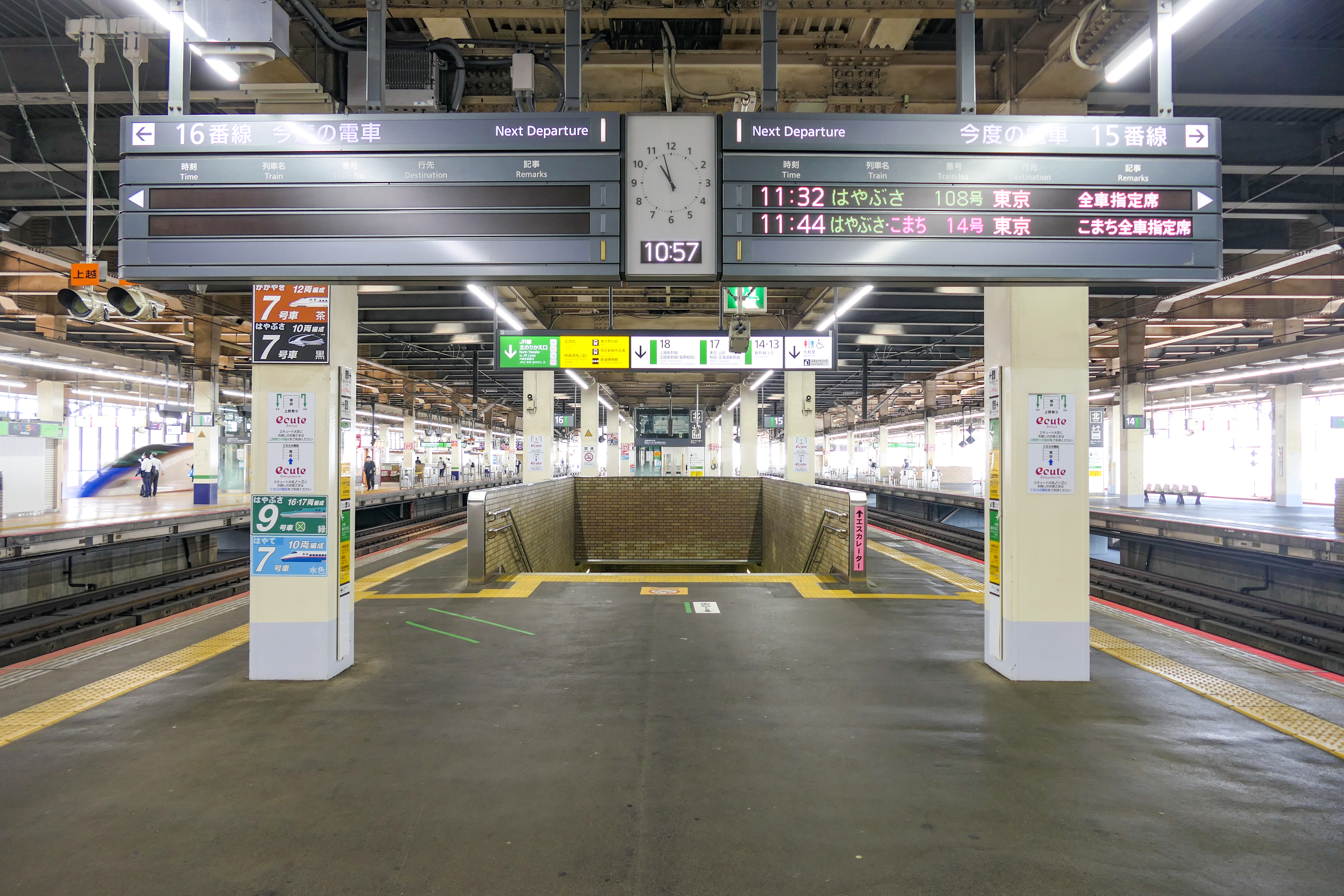
15、16號月台（2022年6月）
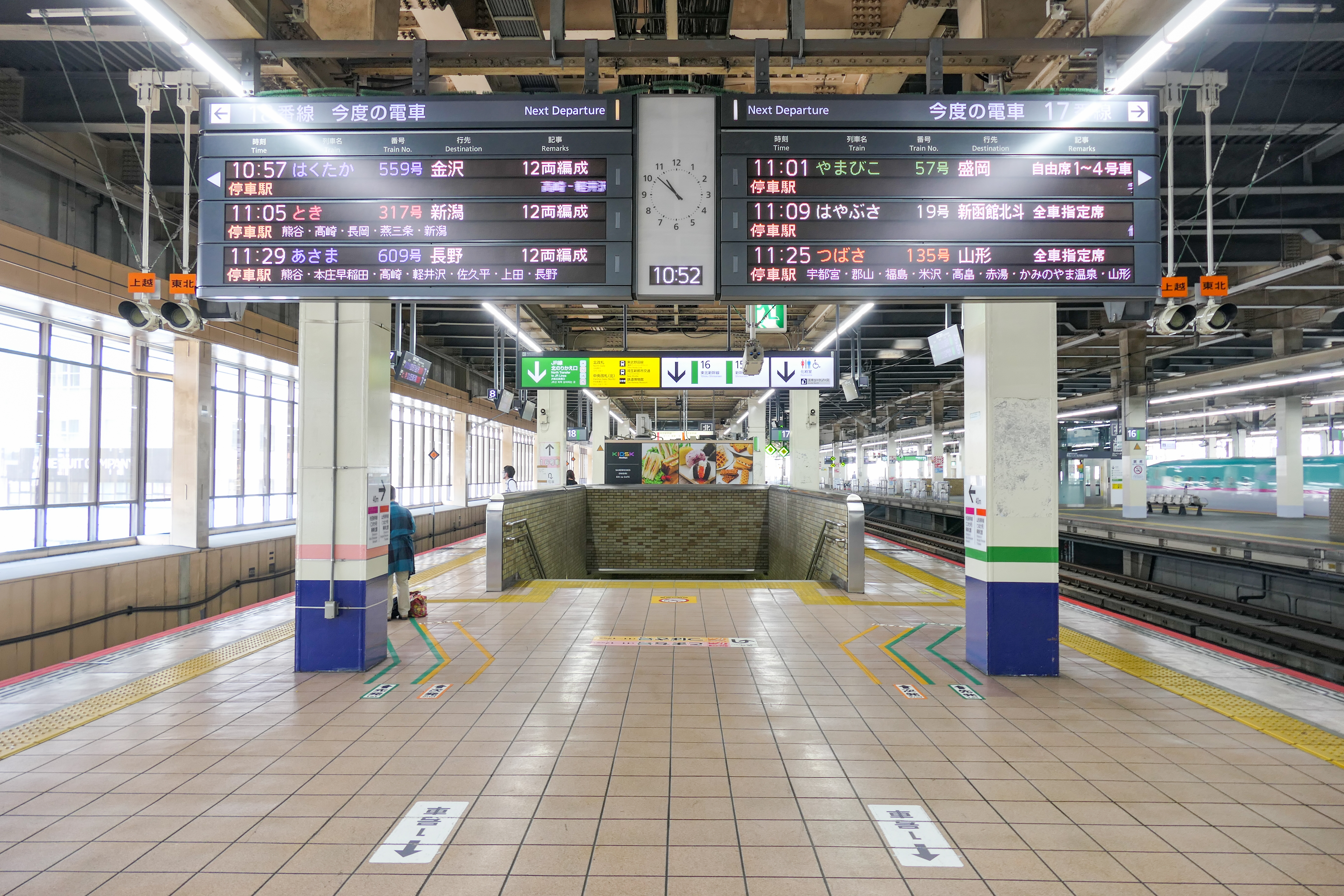
17、18號月台（2022年6月）

##### 地下月台
19 - 22號線（埼京線、川越線）是地下1樓的島式2面4線地下月台。
埼京線與川越線相互直通運行。全部月台都可連通兩方線路。
埼京線的各站停車多以本站為起訖站，而埼京線的快速、通勤快速全列車則直通川越線。一般班表沒有川越線折返班次。
當誤點時，埼京線與川越線中止直通運轉，各自獨立運行。此時，19 - 21號線由往新宿、新木場方向埼京線列車使用，22號線由往川越方向川越線列車使用。
平日早晨、尖峰時刻，20號線為川越發出的直通列車（主要為通勤快速），21號線為往川越，19、22號線為埼京線折返列車（各站停車）。其他時段的20號線可見各站停車在此折返。
川越線在東京近郊路線圖中，本站 - 川越站間的路線顏色使用與埼京線一樣的■綠色，但由於兩線在本站使用相同月台與車輛，當需要要與埼京線區別時會改用■灰色代表。19、20號線僅使用綠色，21號線僅使用灰色，22號線則同時使用2色。另外，日進站、西大宮站、指扇站、南古谷站、川越站使用與埼京線一樣的綠色。
21、22號線雖有往日進、川越、高麗川方向的標示，但2016年現在的班表並未有往高麗川站的直通列車。

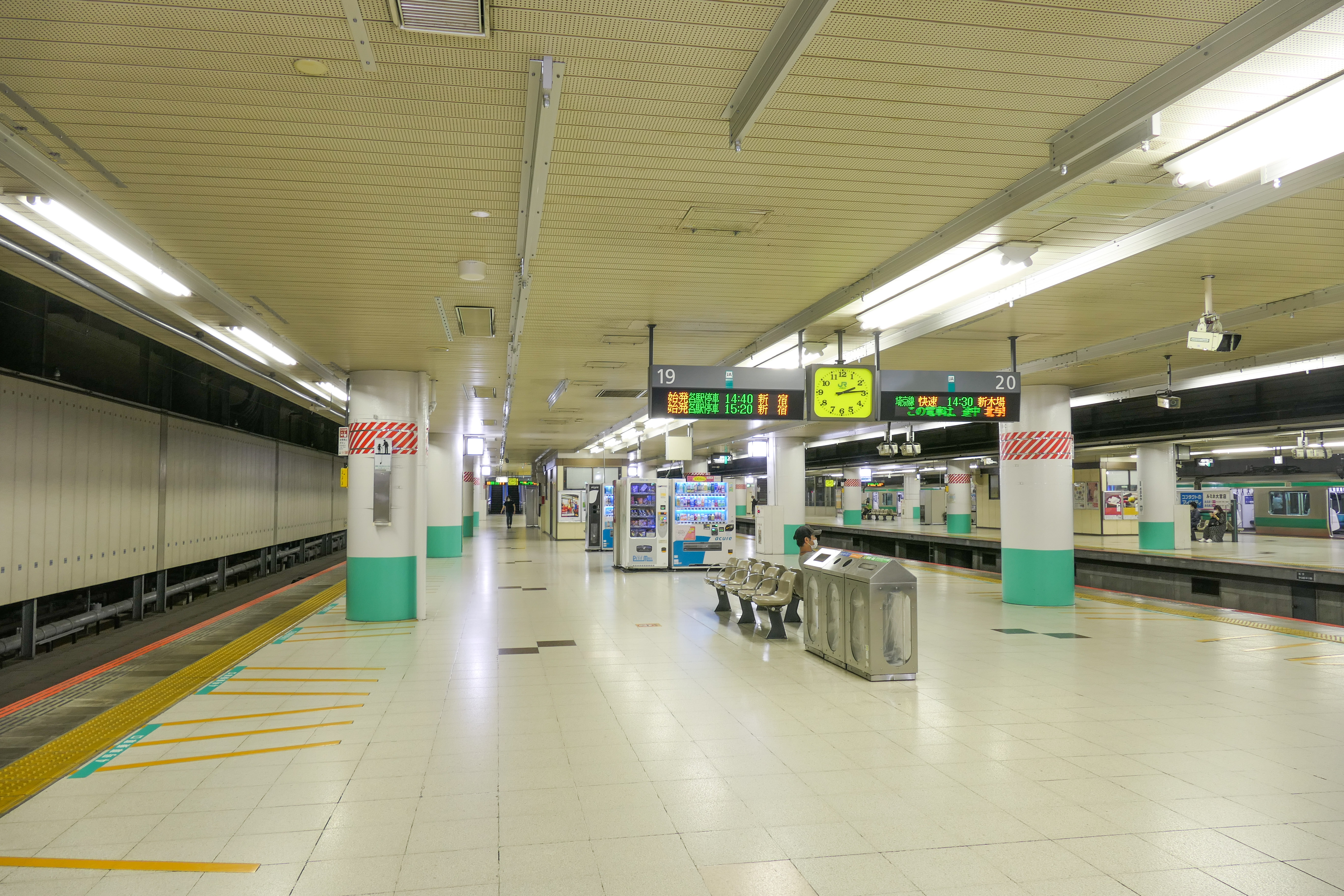
19、20號月台（2021年6月）
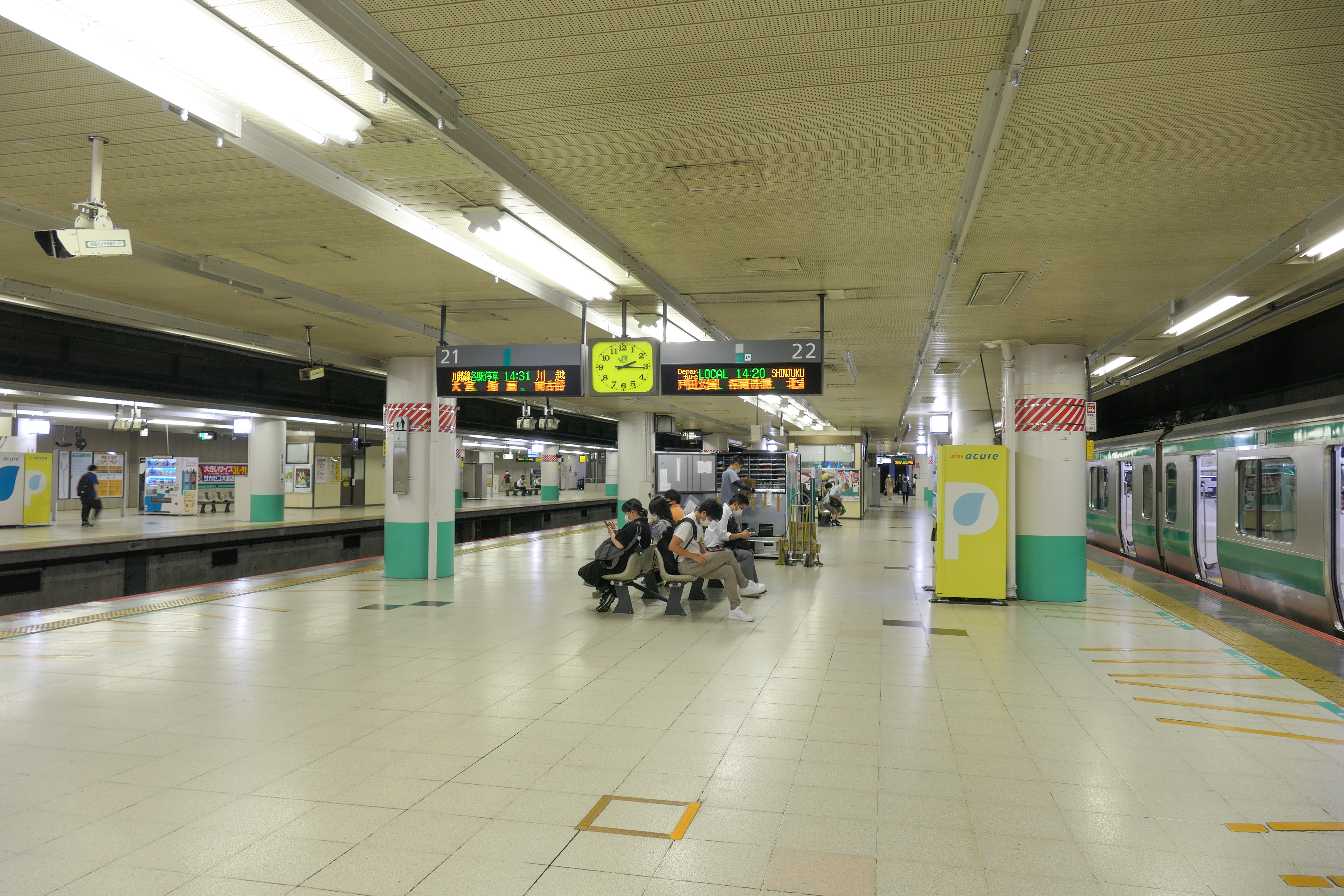
21、22號月台（2021年6月）

#### 線路配線
在來線的高崎線上下線位於宇都宮線（東北本線）上下線之間。宇都宮線下行線在車站的土呂、宮原方向會跨越高崎線上下線與上行線會合。
在車站的東京側，上野東京線等行駛的東北旅客線，與湘南新宿線等行駛的東北貨物線為系統別複複線構造，而京濱東北線的複線則獨立在旁，呈三複線配線（東起分別是京濱東北線、東北旅客線、東北貨物線）。
東北貨物線的上行方向為東北列車線（宇都宮線）與高崎線之間的5號線，在東北列車線上行線（3、4號線）與高崎線上行線（6號線）之間往東京方向前進，並跨越高崎線上行線與東北旅客線下行線後離開大宮操車場的貨物側線群。東北旅客線、高崎線的上行線在埼玉新都心站前方匯合成1條路線。貨物側線群的東京側可見位於東北貨物線上下線之間的武藏野線貨物支線（大宮支線）複線潛入地下通往武藏野線。
東北旅客線下行線則與高崎線上行線一同跨越東北貨物線上行線，進入本站8、9號線。出站後，8號線通往高崎線下行線，9號線通往宇都宮線下行線，宇都宮線下行線再跨越高崎線上下線。東北貨物線下行線則與貨物線上行線行走於貨物側線群另一側，貨物列車使用10號線，旅客列車使用11號線。
10號線線路在本站前方連通大宮綜合車輛中心東大宮中心的出入庫線，從本站到宇都宮線土呂站 - 東大宮站之間為止是宇都宮線複線與出入庫線單線並行。出入庫線出東大宮後沿著宇都宮線下行線前進，接著跨過宇都宮線下行線進入東北貨物線上行線。出入庫線在本站的土呂側有分歧線通往5號線。
從11號線出發的旅客列車（湘南新宿線等）會暫時進入10號線線路，接著宇都宮線列車會進入9號線線路，而高崎線列車則不轉入出入庫線，而是繼續往宇都宮線上下線與出入庫線的相反方向前進與高崎線下行線匯合。高崎線下行列車的上野、新宿兩方線路匯合點距離月台較遠，因此在誤點時會利用此區間進行班次調度（後述）。另外在匯合點，10號線來的線路為本線，8號線來的高崎線下行本線成為了匯入線。高崎線上行線與下行線都有急彎，因此上下列車在此區間都必須減速通過。
新宿、武藏野線方向往大宮列車，從11號線轉10號線線路後進入出入庫線，回送至東大宮中心後折返回到5號線線路再進入3號線與7號線。
11號線線路本來是由川越線使用，因此能連通川越線。該線沿著高崎線複線前進，並與從地下駛出的川越線複線在東北、上越新幹線高架附近匯合。
7號線是上下線共用的中線，東京側有兩條拖上線。高崎線上下線路在宇都宮線上下線之間，因此高崎方向發出的列車可利用7號線進行折返，另一方面，宇都宮線宇都宮方向發出的列車要在本站折返時，需通過轉轍器與高崎線平面交會進入7號線。2016年現在在大宮折返的只有早晨六點時段的往宇都宮，以及深夜11點時段本站終停的列車使用。
東京、新宿方向長時間中斷時，雖然可在本站折返，但上行列車月台能直接折返的只有7號線，3、4、6號線列車必須進入拖上線才能折返（若只有新宿方向不通時，為了靈活運用高崎線下行列車，上行列車有數班會使用7號線折返）。在跨年24小時營運時，往上野與往新宿方向面列車為了能平面轉乘與減少月台使用，會與宇都宮線上行湘南新宿線折返時使用相同路線進入7號線。
東京方向營運中斷時，只靠拖上線無法因應宇都宮、高崎線全列車折返，因此從2016年（平成28年）度底開始規劃利用本站南側貨物線上的大宮操車場設備進行折返運轉。
高崎線下行誤點時，可能出現8號線（或7號線）列車與11號線列車同時發車的情況，此時後續列車會在月台前方暫時停車以錯開時間。後續列車先發車時也可採用同樣做法進行調整。先行列車先發車時，若間隔過短，則後續列車會在匯合點前減速、停車等待信號通行。
相反地，宇都宮、高崎線上行往東京方向，宇都宮線與高崎線同時發車或是後續列車先發車時，後續列車會在埼玉新都心前方的匯合點暫時停車。兩方皆誤點時傾向以宇都宮線優先。湘南新宿線新宿方向、武藏野線直通列車由於月台至匯合點距離短，後續列車會在站內等待信號放行。
京濱東北線（電車線）在宇都宮線東側，配線上是單純的複線，南側有折返用的剪式橫渡線。電車可在月台直接折返，不須拖上線。橫渡線往東京側有轉轍器可單向通往宇都宮線3、4號線。
埼京線、川越線位於地下，20、21號線是上下線的本線，19、22號線是側線，上下線皆可折返。全部月台都沒有折返用的拖上線。埼京線側往新宿方向出站後即爬升至高架，在埼玉超級競技場前方進入新幹線下方呈現雙層高架構造，至北與野站前方再次爬升與新幹線平行。川越線側則是在鐵道博物館旁出土，在新幹線高架前有11、12號線的分岐線。
過去大宮綜合車輛中心會進行車輛解體，因此當時有回送至本站的廢車回送列車。在車輛解體業務轉交給長野綜合車輛中心後，剩餘土地改建為現在的鐵道博物館。
新幹線高架的南側是複線，北側是複複線構造。北方發出的列車可在本站折返。該折返設備也能讓東北、上越新幹線直通運轉。實際上在2016年11月曾開通東北新幹線（仙台方向）與北陸新幹線（金澤方向）直通的新幹線列車。從本站至東北、上越方向分岐點為止的複複線部分有可容納一條線路的空間，這是建設當時曾計畫在現在鐵道博物館附近設置留置線所保留的空間，同時也能讓上越新幹線延伸新宿站時，東京、新宿方向往東北、上越方向列車能順利交互運行。

#### 發車音樂與車內廣播
2003年4月1日起，京濱東北線月台發車音樂使用埼玉市歌《希望のまち》。之後2007年9月30日起2號線發車音樂改用當地的職業足球俱樂部大宮松鼠應援歌《Vamos Ardija》，並由大宮松鼠負擔費用。3 - 11號線使用東洋Media Links樂曲，19 - 22號線使用TEICHIKU樂曲。2011年現在，雖然大宮站停車的列車車內廣播音樂與其他車站相同，但在1982年至1991年，東北、上越新幹線的車內廣播音樂使用了專屬的《大宮をどり》。
| 1     | ■ | 希望のまち09     |
| 2     | ■ | Vamos Ardija     |
| 3・8  | ■ | Cielo Estrellado |
| 4・9  | ■ | Verde Rayo       |
| 6・11 | ■ | Water Crown      |
| 7     | ■ | Gota del vient   |
| 19    | ■ | Twilight         |
| 20    | ■ | 新たな季節       |
| 21    | ■ | コーラルリーフ   |
| 22    | ■ | Farewell         |

### 東武鐵道
東武野田線車站位於JR車站1、2號線（京濱東北線）東北方，為島式月台（廣義上為港灣式月台）1面2線的地面車站。剪票口在止衝擋側（南側），沒有下車專用月台。車站與車站大樓「LUMINE1」一體化，東口可通往「LUMINE1」一樓。
要轉乘JR東日本、埼玉新都市交通或前往西口時，可使用剪票口前的轉乘連絡通道或是幾公尺外的轉乘階梯至2樓的中央自由通道。埼玉新都市交通的月台在大宮站的另一側，因此距離較遠。
1994年（平成6年）9月至1995年（平成7年）2月進行站內改良工程。一開始先將月台往北大宮站側延伸25公尺，同時2號線側拓寬數公尺，藉此擴大月台與大廳空間，同時也拓寬剪票口並導入自動驗票閘門。為了確保月台與大廳空間，將付費區的廁所與商店移往付費區外。
現在定期券售票處旁的東武Top Tours大宮站支店（當時為東武旅遊大宮支店）在改良工程前是在轉乘階梯旁。為了新設轉乘連絡通道，東武旅遊遷至現地，剪票口側設置三座電扶梯，通道中段新設LUMINE出入口。移往付費區外的廁所與商店設於新設的電扶梯下。
平日早晨尖峰時刻，為了優先輸送東武野田線（東武都市公園線）乘客轉乘JR各線及埼玉新都市交通，始發至早上9點為止的三座電扶梯全部為東武⇒JR方向。因此在這時段，反方向（JR⇒東武）無法通過，JR側出入口附近會以公告或廣播告知。然而由於本站沒有電梯，因此在此時段要使用輪椅等可透過電扶梯附近的通話機尋求站員協助。

#### 月台配置
| 月台 | 路線           | 目的地                     |
| ---- | -------------- | -------------------------- |
| 1    | 東武都市公園線 | 岩槻、春日部、柏、船橋方向 |
| 2    | 東武都市公園線 | 岩槻、春日部、柏、船橋方向 |

- 月台（2021年7月）

#### 設施
- ACCESS TOBU（日语：東武商事 (東武グループ)）大宮商店
- 東武大宮站定期券售票處
  - 亦發售東武巴士西定期券
- 東武Top Tours大宮站支店

### 埼玉新都市交通
埼玉新都市交通伊奈線（New Shuttle）的車站位於JR新幹線月台北側下方，為單式月台1面1線高架車站。車站編號NS01。由於位於環狀線路上，列車不在月台折返，車輛也不切換行進方向，全以順時針方向從東邊進站，西邊出站（丸山、內宿側沒有環狀線，列車在月台直接折返）。
本站是大宮站唯一東西向的月台。月台位於線路南側。站內有自動驗票閘門與有人窗口，付費區內有超商與廁所。剪票口與月台間有階梯與無障礙斜坡。車站距離JR檢票口有段距離，最近的是JR北剪票口。東口側的東武野田線（東武都會公園線）由於位於反方向，距離最遠。
本站使用Suica（含相互利用卡）時的使用履歷會顯示為「埼都大宮」。此外，本站亦販售至鐵道博物館站的往返乘車券。列車到站時會撥放伊奈學園綜合高校吹奏樂部演奏的電影《銀河鐵道999》主題曲（作曲的武川行秀為埼玉市出身）。

#### 月台配置
| 路線                  | 目的地         |
| --------------------- | -------------- |
| 伊奈線（New Shuttle） | 丸山、內宿方向 |

- 月台(2022年8月)
- 車站附近的高架軌道

## 使用情況
3間公司合計在2016年度的1日平均上車人次為約37萬人。埼玉縣車站當中第1位。
- JR東日本
  - 2019年度1日平均上車人次為257,344人[利用客数 1]。
該公司車站當中次於新橋站排行第8位。1991年度起超越上野站成為宇都宮線、高崎線車站上車人次第二多的車站。1996年度後一度減少，之後維持平盤並緩慢上升，2015年度日平均上車人次超越25萬人。由於上車人次不含JR各線轉乘人次，因此實際使用人次遠高於統計數字。

- - 2018年度新幹線1日平均上車人次為30,535人[利用客数 2]。
該公司車站僅次於東京站排行第2位。
- 東武鐵道
  - 2018年度1日平均上下車人次為135,984人[利用客数 3]。
野田線（都市公園線）的車站僅次於柏站排行第2位。東武鐵道內次於池袋站、北千住站、和光市站、朝霞台站、新越谷站、柏站排行第7位。
- 埼玉新都市交通
  - 2017年度1日平均上車人次為23,423人[乗降データ 1]。
該公司車站當中排行第1位。

### 各年度1日平均上下車人次
各年度1日平均上下車人次如下表（只限東武鐵道）。
| 年度               | 東武鐵道           | 東武鐵道 |
| 年度               | 1日平均 上下車人次 | 增長率   |
| ------------------ | ------------------ | -------- |
| 1997年（平成09年） | 140,871            |          |
| 1998年（平成10年） | 136,507            | −3.1%    |
| 1999年（平成11年） | 134,035            | −1.8%    |
| 2000年（平成12年） | 133,987            | 0.0%     |
| 2001年（平成13年） | 133,302            | −0.5%    |
| 2002年（平成14年） | 129,807            | −2.6%    |
| 2003年（平成15年） | 127,373            | −1.9%    |
| 2004年（平成16年） | 126,559            | −0.6%    |
| 2005年（平成17年） | 129,757            | 2.5%     |
| 2006年（平成18年） | 131,328            | 1.2%     |
| 2007年（平成19年） | 133,240            | 1.5%     |
| 2008年（平成20年） | 133,987            | 0.6%     |
| 2009年（平成21年） | 132,676            | −1.0%    |
| 2010年（平成22年） | 131,977            | −0.5%    |
| 2011年（平成23年） | 130,643            | −1.0%    |
| 2012年（平成24年） | 132,450            | 1.4%     |
| 2013年（平成25年） | 134,039            | 1.2%     |
| 2014年（平成26年） | 131,710            | −1.7%    |
| 2015年（平成27年） | 133,706            | 1.5%     |
| 2016年（平成28年） | 135,437            | 1.3%     |
| 2017年（平成29年） | 137,309            | 1.4%     |
| 2018年（平成30年） | 137,763            | 0.3%     |
| 2019年（令和元年） | 135,984            | −1.3%    |

### 各年度1日平均上車人次（1987年 - 2000年）
各年度1日平均上車人次如下表。
| 年度               | JR東日本 | 東武鐵道 | 埼玉新都市交通 | 來源             |
| ------------------ | -------- | -------- | -------------- | ---------------- |
| 1987年（昭和62年） | 168,743  | 61,301   | 9,115          |                  |
| 1988年（昭和63年） | 183,932  | 64,326   | 10,013         |                  |
| 1989年（平成元年） | 194,804  | 66,098   | 10,853         |                  |
| 1990年（平成02年） | 206,698  | 68,817   | 12,077         |                  |
| 1991年（平成03年） | 218,025  | 71,854   | 13,088         |                  |
| 1992年（平成04年） | 224,645  | 72,750   | 14,860         |                  |
| 1993年（平成05年） | 228,603  | 72,997   | 15,438         |                  |
| 1994年（平成06年） | 232,403  | 72,981   | 15,570         |                  |
| 1995年（平成07年） | 235,147  | 73,806   | 15,971         |                  |
| 1996年（平成08年） | 237,180  | 73,182   | 16,358         |                  |
| 1997年（平成09年） | 233,123  | 70,844   | 16,188         |                  |
| 1998年（平成10年） | 228,410  | 68,639   | 16,402         |                  |
| 1999年（平成11年） | 228,571  | 67,416   | 16,485         | [ 埼玉県統計 1 ] |
| 2000年（平成12年） | 228,219  | 67,310   | 16,449         | [ 埼玉県統計 2 ] |

### 各年度1日平均上車人次（2001年 - ）
| 年度               | JR東日本 | JR東日本 | 東武鐵道 | 埼玉新都市交通 | 來源              |
| 年度               | 在來線   | 新幹線   | 東武鐵道 | 埼玉新都市交通 | 來源              |
| ------------------ | -------- | -------- | -------- | -------------- | ----------------- |
| 2001年（平成13年） | 227,835  |          | 66,165   | 16,400         | [ 埼玉県統計 3 ]  |
| 2002年（平成14年） | 228,247  |          | 64,513   | 16,231         | [ 埼玉県統計 4 ]  |
| 2003年（平成15年） | 227,683  |          | 63,271   | 16,278         | [ 埼玉県統計 5 ]  |
| 2004年（平成16年） | 228,271  |          | 62,974   | 16,729         | [ 埼玉県統計 6 ]  |
| 2005年（平成17年） | 231,599  |          | 64,664   | 16,799         | [ 埼玉県統計 7 ]  |
| 2006年（平成18年） | 233,719  |          | 65,426   | 17,408         | [ 埼玉県統計 8 ]  |
| 2007年（平成19年） | 239,111  |          | 66,017   | 19,597         | [ 埼玉県統計 9 ]  |
| 2008年（平成20年） | 239,720  |          | 66,347   | 20,890         | [ 埼玉県統計 10 ] |
| 2009年（平成21年） | 236,424  |          | 65,767   | 20,056         | [ 埼玉県統計 11 ] |
| 2010年（平成22年） | 235,151  |          | 65,479   | 20,211         | [ 埼玉県統計 12 ] |
| 2011年（平成23年） | 235,744  |          | 65,413   | 20,533         | [ 埼玉県統計 13 ] |
| 2012年（平成24年） | 240,143  | 26,197   | 66,087   | 21,307         | [ 埼玉県統計 14 ] |
| 2013年（平成25年） | 245,479  | 27,069   | 66,871   | 22,098         | [ 埼玉県統計 15 ] |
| 2014年（平成26年） | 244,556  | 27,374   | 65,719   | 22,043         | [ 埼玉県統計 16 ] |
| 2015年（平成27年） | 250,479  | 29,162   | 66,745   | 22,824         | [ 埼玉県統計 17 ] |
| 2016年（平成28年） | 252,769  | 29,866   | 67,395   | 22,966         | [ 埼玉県統計 18 ] |
| 2017年（平成29年） | 255,147  | 30,122   | 68,356   | 23,423         | [ 埼玉県統計 19 ] |
| 2018年（平成30年） | 258,108  | 30,535   | 68,620   | 24,137         | [ 埼玉県統計 20 ] |
| 2019年（令和元年） | 257,344  | 29,679   |          |                |                   |

## 車站周邊

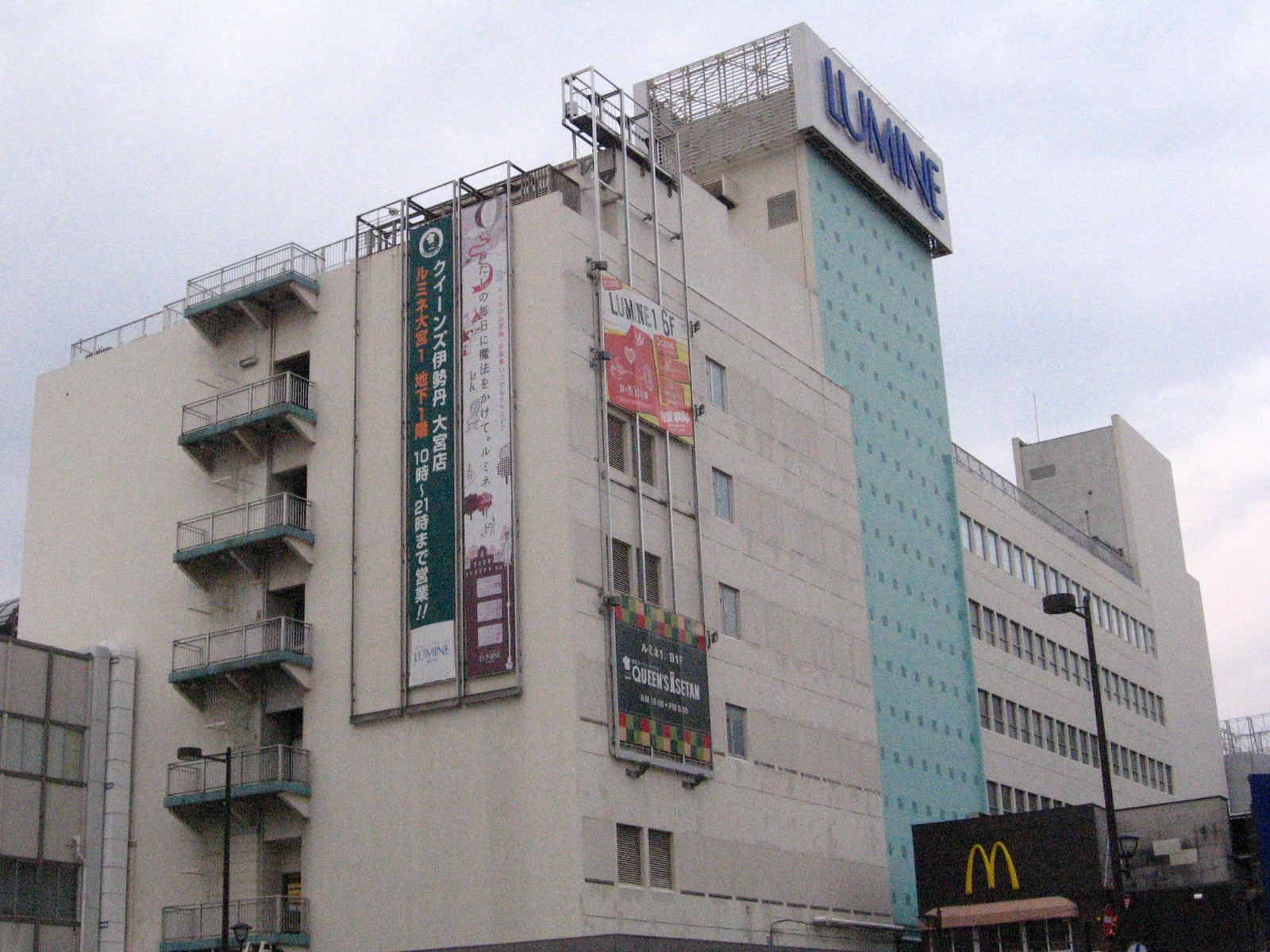
LUMINE1

### 東口
原舊中山道（現在埼玉縣道164號鴻巢桶川埼玉線）宿場大宮宿發展而成的市區，也是武藏國一宮冰川神社的玄關。站前有高島屋、LUMINE大宮店等大型商業設施與眾多小型店鋪。以前曾有長崎屋、十字屋、西武百貨店、Hata Plaza等商業設施，但在西口與埼玉新都心等再開發影響陸續退出。
主要設施
- LUMINE大宮店
  - LUMINE1 - 配合站房改建於1967年（昭和42年）10月3日開業。最初稱大宮車站大樓 (OSB) ，之後經歷PiNo（ピノ）、Kiss（キス）等名稱後改為現名。站房與2樓大廳連通，1樓可通往東武野田線（東武都市公園線）剪票口。
  - LUMINE2 - 因應新幹線開業進行站房改建，1982年（昭和57年）6月19日於大宮車站大樓西口增建區開業。最初稱為We（ウィー）。與2樓大廳連通，1樓有埼京線、川越線轉乘階梯、專用剪票口。附設大宮區役所大宮站支所。
- 高島屋大宮店
- 大宮RAKUUN（日语：浜友観光）
- 唐吉訶德大宮東口店
- ROUND ONE（日语：ラウンドワン）大宮店
- 瑞穗銀行大宮支店
- 三菱UFJ銀行大宮支店／大宮站前支店
- 三井住友銀行大宮支店
- 埼玉里索那銀行大宮支店
- 武藏野銀行大宮支店
- 三菱UFJ信託銀行大宮支店
- 三井住友信託銀行大宮支店／大宮站前支店
- 埼玉縣信用金庫（日语：埼玉縣信用金庫）大宮支店
- 埼玉市大宮區役所
- 埼玉市民會館大宮
- 埼玉市立博物館（日语：さいたま市立博物館）
- 埼玉市立大宮圖書館
- 冰川神社（步行20分左右）
- 大宮銀座通（日语：大宮銀座通り）（商店街）
- 南銀座通（日语：大宮南銀座）（歡樂街）
- 北銀座通（日语：大宮北銀座）（特殊浴場等風俗街）
- 第四銀行（日语：第四銀行）大宮支店
- 足利銀行大宮支店
- 東和銀行（日语：東和銀行）大宮支店
- 群馬銀行大宮支店
- 常陽銀行（日语：常陽銀行）埼玉支店
- 中央勞動金庫（日语：中央労働金庫）大宮支店
- こりすのトトちゃん（銅像）…舊大宮市吉祥物。[25]

### 西口
地名為櫻木町。此地有國道17號（中山道）通過，車站周邊是SOGO大宮店等商業設施與大宮SONIC CITY等辦公大樓。車站與國道之間的街貌是新幹線建設以後經歷區劃整理與再開發所發展而成。車站往南250公尺為中央區上落合交界。
埼京線、川越線大廳在地面層，西口側LUMINE大宮21樓有直通的埼京線西口（1985年開設）與埼京線南口（2004年開設）。埼京線西口開放時間為7:00 - 22:00，埼京線南口僅在LUMINE大宮2營業時間開放。2017年5月15日起埼京線南口為IC卡專用，埼京線西口也將在2019年5月13日改為IC卡專用。
主要設施
- SOGO大宮店（日语：そごう大宮店）
  - BIC CAMERA大宮西口SOGO店
- LUMINE ANNEX - 與埼玉新都市交通（ニューシャトル）月台及中央自由通道之間有連絡通道「鐵博通」（2015年4月1日命名）。
- 大宮ARCHE（日语：アルシェ）（NACK5錄音室等）
- 大宮站西口DOM購物中心（日语：大宮駅西口DOMショッピングセンター）
  - 丸井大宮店
  - 大榮（日语：ダイエー）大宮店
  - 東急手創館大宮店
- 大宮SONIC CITY（日语：大宮ソニックシティ）
  - Palace Hotel Omiya
- Sino大宮（日语：シーノ大宮）
  - 埼玉市立櫻木圖書館
- JACK大宮（日语：JACK大宮）
  - 埼玉市宇宙劇場
- JR東日本大宮支社（日语：東日本旅客鉄道大宮支社）
- 武藏野銀行本店
- 埼玉里索那銀行大宮西支店
- 埼玉縣信用金庫（日语：埼玉縣信用金庫）大宮西支店
- 武藏野證券（日语：むさし証券）本店
- SUPER HOTEL埼玉・大宮
- 新生銀行大宮支店
- 八十二銀行（日语：八十二銀行）大宮支店
- 山形銀行（日语：山形銀行）大宮支店

## 巴士路線

### 一般路線巴士

#### 東口
| 乘車處          | 系統                      | 主要行經地                                                 | 目的地                                   | 運行業者   | 管轄   | 備註                                                      |
| --------------- | ------------------------- | ---------------------------------------------------------- | ---------------------------------------- | ---------- | ------ | --------------------------------------------------------- |
| 1               | 大51                      | 北大宮站入口、北區役所、宮原站入口、上尾運動公園           | 上尾站東口                               | 東武巴士西 | 大宮   | 亦有深夜巴士 平日5班（平日周五6班）、周六1班              |
| 1               | 大53                      | 北大宮站入口、北區役所、宮原站入口                         | 吉野町車庫                               | 東武巴士西 | 大宮   | 僅平日3班                                                 |
| 2               | 大47                      | 壽能住宅、第二住宅入口、工業團地四角                       | 吉野町車庫                               | 東武巴士西 | 大宮   | 平日3班，週六假日各2班                                    |
| 2               | 大42                      | 北大宮站入口、植竹、本鄉住宅、東宮原站                     | 宮原站東口                               | 東武巴士西 | 大宮   |                                                           |
| 2               | 大45                      | 北大宮站入口、植竹、本鄉住宅、東大宮站、尾山台小學校       | 原市團地中學校入口                       | 東武巴士西 | 大宮   | 深夜巴士 僅平日1班                                        |
| 2               | 大都23                    | 埼玉新都心站東口、大宮警察、山崎                           | 市立醫院                                 | 東武巴士西 | 天沼   |                                                           |
| 2               | 大50                      | 導守、騰龍前、半繩橋（大宮東警察署前）、加倉               | 岩槻站                                   | 東武巴士西 | 岩槻   | 深夜巴士 僅平日1班                                        |
| 2               | MIDNIGHT ARROW岩槻·春日部 | 鹿島橋、岩槻站、東岩槻站入口、豐春站入口                   | 春日部站西口                             | 東武巴士西 | 大宮   | 深夜急行巴士 僅平日1班                                    |
| 2               | MIDNIGHT ARROW伊奈·內宿   | 北大宮站入口、東宮原站前、伊奈中央站 ※東宮原站前起僅能下車 | 內宿站                                   | 東武巴士西 | 大宮   | 深夜急行巴士 僅平日1班                                    |
| 3               | 大43                      | 吉敷一丁目、天沼中央通、冰川參道                           | 天沼循環：大宮站東口                     | 東武巴士西 | 大宮   |                                                           |
| 3               | 浦44                      | 天沼車庫、天沼住宅、埼玉新都心站東口、大宮警察、領家交番   | 北浦和站                                 | 東武巴士西 | 大宮   | 部分止於天沼車庫、埼玉新都心站東口                        |
| 4               | 大11                      | 冰川參道、自治醫大醫療中心入口                             | 自治醫大醫療中心                         | 國際興業   | 埼玉東 | 7號乘車處發車的大04-2：大谷縣營住宅亦經由自治醫大醫療中心 |
| 4               | 大04                      | 冰川參道、芝川新橋、日大前、片柳支所                       | 大谷縣營住宅                             | 國際興業   | 埼玉東 | 深夜巴士 平日4班、週六2班                                 |
| 4               | 大14                      | 西中野、大和田站入口、東大宮站、Urban未來                  | 深作中                                   | 國際興業   | 埼玉東 | 深夜巴士 僅平日1班                                        |
| 4               | 大81                      | 冰川參道、芝川新橋、日大前、片柳支所                       | 埼玉東營業所                             | 國際興業   | 埼玉東 | 深夜巴士 平日4班、週六日／假日各1班                       |
| 4               | 大38                      | 上落合七丁目、住宅前、中並木                               | 大宮站西口                               | 西武       | 大宮   | 平日12～14時各1班，週六日與假日13～15時各1班              |
| 6               | 大10                      | 冰川參道、芝川新橋、團地南                                 | 東新井團地                               | 國際興業   | 埼玉東 |                                                           |
| 6               | 大12                      | 冰川參道、芝川新橋、圓藏院下、中川天神                     | 中川循環：大宮站東口                     | 國際興業   | 埼玉東 |                                                           |
| 6               | 大12-3                    | 冰川參道、芝川新橋、圓藏院下                               | 中川循環：西浦                           | 國際興業   | 埼玉東 | 夜間のみ                                                  |
| 6               | 大15                      | 冰川參道、西中野、導守、壽能住宅、冰川參道                 | 導守循環（西中野方向）：大宮站東口       | 國際興業   | 埼玉東 | 夜間のみ                                                  |
| 6               | 大15-2                    | 冰川參道、西中野、導守、芝川、冰川參道                     | 導守中循環（西中野方向）：大宮站東口     | 國際興業   | 埼玉東 | 夜間のみ                                                  |
| 6               | 大15-3                    | 冰川參道、南中野、南鳳台住宅、導守、芝川、冰川參道         | 導守南中野循環（南中野方向）：大宮站東口 | 國際興業   | 埼玉東 | 僅午間                                                    |
| 7               | 大01                      | 冰川參道、芝川新橋、日大前、浦和大學入口                   | 浦和美園站西口                           | 國際興業   | 埼玉東 |                                                           |
| 7               | 大02]                     | 冰川參道、芝川新橋、日大前                                 | 浦和學院高校                             | 國際興業   | 埼玉東 |                                                           |
| 7               | 大02-2                    | 冰川參道、自治醫大醫療中心入口、片柳支所                   | 浦和學院高校                             | 國際興業   | 埼玉東 | 《經新道》 僅平日、週六夜間4班                            |
| 7               | 大02-3                    | 冰川參道、芝川新橋、日大前                                 | 浦和東高校                               | 國際興業   | 埼玉東 | 僅平日午後3班                                             |
| 7               | 大03                      | 冰川參道、芝川新橋、日大前、片柳支所                       | 染谷折返場                               | 國際興業   | 埼玉東 | 僅平日早晨傍晚                                            |
| 7               | 大04                      | 冰川參道、芝川新橋、日大前、片柳支所                       | 大谷縣營住宅                             | 國際興業   | 埼玉東 | 深夜巴士在4號乘車處發車                                   |
| 7               | 大04-2                    | 冰川參道、自治醫大醫療中心、片柳支所                       | 大谷縣營住宅                             | 國際興業   | 埼玉東 | 《經新道、自治醫大醫療中心》                              |
| 7               | 大04-3                    | 冰川參道、芝川新橋、片柳支所、大宮東高校                   | 東部回收中心                             | 國際興業   | 埼玉東 | 僅平日早晨傍晚                                            |
| 7               | 大81                      | 冰川參道、芝川新橋、日大前、片柳支所                       | 埼玉東營業所                             | 國際興業   | 埼玉東 | 深夜巴士在4號乘車處發車                                   |
| 7               | MIDNIGHT ARROW蓮田·久喜   | 東大宮站西口、蓮田站西口、白岡站西口、新白岡站東口         | 久喜站西口                               | 國際興業   | 埼玉東 | 深夜急行巴士 僅平日1班                                    |
| 8               | 大50                      | 導守、騰龍前、半繩橋（大宮東警察署前）、加倉               | 岩槻站                                   | 東武巴士西 | 岩槻   | 深夜巴士在2號乘車處發車                                   |
| 8               | 大50                      | 導守、騰龍前、半繩橋（大宮東警察署前）、東宮下             | 宮下                                     | 東武巴士西 | 岩槻   |                                                           |
| 9               | 大02-4                    | （直行）                                                   | 浦和東高校                               | 國際興業   | 埼玉東 | 僅平日早晨1班                                             |
| 9               | 大08                      | （直行）                                                   | 天沼町（大宮開成中學、高等學校）         | 國際興業   | 埼玉東 | 平日早晨11班（休校日7班）、週六早晨8班（休校日4班）       |
| 9               | MIDNIGHT ARROW上尾·鴻巢   | 宮原站入口、上尾站東口、桶川站入口、北本站入口             | 鴻巢站東口                               | 國際興業   | 埼玉東 | 深夜急行巴士 僅平日1班                                    |
| 11              | 大15                      | 冰川參道、壽能住宅、導守、西中野、冰川參道                 | 導守循環（壽能方向）：大宮站東口         | 國際興業   | 埼玉東 | 僅早晨                                                    |
| 11              | 大15-2                    | 冰川參道、芝川、導守、西中野、冰川參道                     | 導守中循環（芝川方向）：大宮站東口       | 國際興業   | 埼玉東 | 僅平日與周日／假日早晨                                    |
| 11              | 大15-3                    | 冰川參道、芝川、導守、南鳳台住宅、南中野、冰川參道         | 導守南中野循環（壽能方向）：大宮站東口   | 國際興業   | 埼玉東 | 僅早晨與午間                                              |
| 11              | 大100                     | （直行）                                                   | 競輪場                                   | 國際興業   | 埼玉東 | 大宮競輪開賽日運行                                        |
| 12 【下車專用】 | MIDNIGHT ARROW浦和·大宮   | MIDNIGHT ARROW浦和·大宮                                    | 大宮站東口 〈終點〉                      | 國際興業   | 西浦和 | 深夜急行巴士 僅平日1班                                    |

- 沒有5號與10號「乘車處」。
  - 5號以前是西武巴士的「乘車處」，因站前廣場改建而與4號整合。
- 過去12號乘車處在高島屋大宮店前，是高速巴士『大和號（往奈良、大阪）』與『大宮 - 筑波、土浦線』（皆已廢止）的停靠站。

#### 西口
| 乘車處                    | 系統                    | 主要行經地                                           | 目的地                 | 運行業者   | 管轄   | 備註                                                                           |
| ------------------------- | ----------------------- | ---------------------------------------------------- | ---------------------- | ---------- | ------ | ------------------------------------------------------------------------------ |
| 1                         | 大34                    | 中並木、二宮、上福岡站入口、新東橋                   | 所澤站東口             | 西武       | 所澤   |                                                                                |
| 1                         | 大35                    | 中並木、飯田宿、二宮、飯田新田、馬宮團地             | LaLaport富士見         | 西武       | 大宮   |                                                                                |
| 1                         | 大36                    | 中並木、飯田宿                                       | 二宮                   | 西武       | 大宮   | 亦有深夜巴士 僅平日3班                                                         |
| 1                         | 大36                    | 中並木、三條町                                       | 二宮                   | 西武       | 大宮   |                                                                                |
| 1                         | 大37                    | 中並木、飯田宿、二宮、飯田新田                       | 馬宮團地               | 西武       | 大宮   |                                                                                |
| 2                         | 大30                    | 上小公園、中並木                                     | 中並木循環：大宮站西口 | 西武       | 大宮   | 僅平日早晨                                                                     |
| 2                         | 大31                    | 中並木、佐知川、西遊馬                               | 指扇站                 | 西武       | 大宮   |                                                                                |
| 2                         | 大38                    | 中並木、住宅前、上落合七丁目                         | 大宮站東口             | 西武       | 大宮   | 平日11～13時各1班，週六日、假日12～14時各1班                                   |
| 3                         | 大32                    | 中並木、藤橋（電建住宅入口）                         | 加茂川團地             | 西武       | 大宮   | 9:00起（始發至8:59為止在9號乘車處<SOGO大宮店前>發車） (※)：僅平日、週六        |
| 3                         | 大33 (※)                | 中並木、藤橋（電建住宅入口）、加茂川團地             | 大宮南高校             | 西武       | 大宮   | 9:00起（始發至8:59為止在9號乘車處<SOGO大宮店前>發車） (※)：僅平日、週六        |
| 3                         | 大39                    | 圓阿彌、埼玉市民醫療中心入口                         | 加茂川團地             | 西武       | 大宮   | 9:00起（始發至8:59為止在9號乘車處<SOGO大宮店前>發車） (※)：僅平日、週六        |
| 3                         | 大39-1                  | 圓阿彌、埼玉市民醫療中心入口                         | 埼玉市民醫療中心       | 西武       | 大宮   | 9:00起（始發至8:59為止在9號乘車處<SOGO大宮店前>發車） (※)：僅平日、週六        |
| 3                         | 大40                    | 圓阿彌、市民醫療中心入口、加茂川團地                 | 大宮南高校             | 西武       | 大宮   | 9:00起（始發至8:59為止在9號乘車處<SOGO大宮店前>發車） (※)：僅平日、週六        |
| 3                         | 大41                    | 圓阿彌、市民醫療中心入口、加茂川團地、大宮南高校     | 水判土                 | 西武       | 大宮   | 9:00起（始發至8:59為止在9號乘車處<SOGO大宮店前>發車） (※)：僅平日、週六        |
| 3                         | 新都11                  | 中並木、圓阿彌、北與野站                             | 埼玉新都心站西口       | 西武       | 大宮   | 9:00起（始發至8:59為止在9號乘車處<SOGO大宮店前>發車） (※)：僅平日、週六        |
| 4                         | 大22                    | 三橋一丁目、西武車庫、西遊馬、川越聖地靈園入口       | 川越Green Park         | 西武       | 大宮   |                                                                                |
| 4                         | 大23                    | 三橋一丁目、西武車庫                                 | 西遊馬                 | 西武       | 大宮   | 亦有深夜巴士 僅平日5班                                                         |
| 5                         | 大25                    | 三橋一丁目、西武車庫、青葉園                         | 佐知川原               | 西武       | 大宮   |                                                                                |
| 6                         | 大61                    | 稻荷前、日進公園、三進自動車                         | City Heights三橋       | 東武巴士西 | 大宮   | 亦有深夜巴士 僅平日5班                                                         |
| 6                         | 大61                    | 稻荷前、日進公園                                     | 三進自動車             | 東武巴士西 | 大宮   |                                                                                |
| 7                         | 大68                    | 稻荷前、櫛引中央                                     | 三橋綜合公園           | 東武巴士西 | 大宮   |                                                                                |
| 7                         | 大69                    | 稻荷前、自衛隊前、三進自動車                         | City Heights三橋       | 東武巴士西 | 大宮   |                                                                                |
| 8                         | 大60                    | 櫛引、大石南中學校入口                               | 西上尾車庫             | 東武巴士西 | 上尾   | 僅平日周五的深夜巴士 《經西上尾第二團地、西上尾第一團地》                      |
| 8                         | 大62                    | 櫛引、平方上野、平方                                 | 丸山公園               | 東武巴士西 | 上尾   |                                                                                |
| 8                         | 大62                    | 櫛引、平方上野                                       | 平方                   | 東武巴士西 | 上尾   | 亦有深夜巴士 僅平日1班                                                         |
| 8                         | 大65                    | 櫛引、復健中心入口、平方                             | 丸山公園               | 東武巴士西 | 上尾   |                                                                                |
| 8                         | 大65                    | 櫛引、復健中心入口                                   | 平方                   | 東武巴士西 | 上尾   |                                                                                |
| 8                         | 大65                    | 櫛引                                                 | 復健中心               | 東武巴士西 | 上尾   | 僅平日                                                                         |
| 9                         | 大32                    | 中並木、藤橋（電建住宅入口）                         | 加茂川團地             | 西武       | 大宮   | <SOGO大宮店前> 始發至8:59在3號乘車處發車 (※)：僅平日、週六 (▲)：不停加茂川團地 |
| 9                         | 大33 (※)                | 中並木、藤橋（電建住宅入口）、加茂川團地             | 大宮南高校             | 西武       | 大宮   | <SOGO大宮店前> 始發至8:59在3號乘車處發車 (※)：僅平日、週六 (▲)：不停加茂川團地 |
| 9                         | 大39                    | 圓阿彌、埼玉市民醫療中心入口                         | 加茂川團地             | 西武       | 大宮   | <SOGO大宮店前> 始發至8:59在3號乘車處發車 (※)：僅平日、週六 (▲)：不停加茂川團地 |
| 9                         | 大39-1                  | 圓阿彌、埼玉市民醫療中心入口                         | 埼玉市民醫療中心       | 西武       | 大宮   | <SOGO大宮店前> 始發至8:59在3號乘車處發車 (※)：僅平日、週六 (▲)：不停加茂川團地 |
| 9                         | 大40 (▲)                | 圓阿彌、埼玉市民醫療中心入口、加茂川團地入口         | 大宮南高校             | 西武       | 大宮   | <SOGO大宮店前> 始發至8:59在3號乘車處發車 (※)：僅平日、週六 (▲)：不停加茂川團地 |
| 9                         | 大41                    | 圓阿彌、埼玉市民醫療中心入口、加茂川團地、大宮南高校 | 水判土                 | 西武       | 大宮   | <SOGO大宮店前> 始發至8:59在3號乘車處發車 (※)：僅平日、週六 (▲)：不停加茂川團地 |
| 9                         | 新都11                  | 中並木、圓阿彌、北與野站                             | 埼玉新都心站西口       | 西武       | 大宮   | <SOGO大宮店前> 始發至8:59在3號乘車處發車 (※)：僅平日、週六 (▲)：不停加茂川團地 |
| SONIC CITY前 【下車專用】 | MIDNIGHT ARROW浦和·大宮 | MIDNIGHT ARROW浦和·大宮                              | 大宮站東口             | 國際興業   | 西浦和 | 深夜急行巴士 僅平日1班                                                         |

#### 西口（ARCHE前）
| 乘車處                         | 系統                       | 主要行經地              | 目的地     | 運行業者   |
| ------------------------------ | -------------------------- | ----------------------- | ---------- | ---------- |
|                                | 大宮站西口循環（大成方向） | 鐵道博物館、日進町1丁目 | 大宮站西口 | 丸建自動車 |
| 大宮站西口循環（與野本町方向） | 永旺夢樂城與野、泉高校前   |                         | 大宮站西口 | 丸建自動車 |

### 長距離、高速巴士

#### 東口
| 乘車處 | 路線名     | 目的地                   | 運行業者   | 營業所 | 備註               |
| ------ | ---------- | ------------------------ | ---------- | ------ | ------------------ |
| 9      | 夕陽號     | 鶴岡、余目、酒田         | 國際興業   | 池袋   |                    |
| 9      | 夕陽號     | 鶴岡、余目、酒田         | 庄內交通   | 酒田   |                    |
| 9      | IHATOVO號  | 平泉、水澤、北上、花卷   | 岩手縣交通 | 北上   |                    |
| 9      | JUPITER號  | 鹿角、大館、能代         | 秋北巴士   | 能代   |                    |
| 9      | 下北號     | 八戶、三澤、野邊地、陸奧 | 國際興業   | 志村   | 每週四、五、六運行 |
| 9      | MOONSTAR號 | 京都、大阪               | EAGLE BUS  | 川越   |                    |

#### 西口
| 乘車處           | 路線名                                       | 目的地                                                   | 運行業者         | 營業所   | 備註                            |
| ---------------- | -------------------------------------------- | -------------------------------------------------------- | ---------------- | -------- | ------------------------------- |
| 10               | 大宮羽田線                                   | 羽田機場                                                 | 西武觀光巴士     | 大宮     | SOGO大宮店前                    |
| 10               | 大宮羽田線                                   | 羽田機場                                                 | 國際興業         | 戶田     | SOGO大宮店前                    |
| 10               | 大宮羽田線                                   | 羽田機場                                                 | 京濱急行巴士     | 京濱島   | SOGO大宮店前                    |
| 10               | 大宮羽田線                                   | 羽田機場                                                 | 東京空港交通     | 羽田     | SOGO大宮店前                    |
| 10               | 長岡新潟線                                   | 長岡站、新潟站、万代CITY巴士中心                         | 西武             | 練馬     | SOGO大宮店前                    |
| 10               | 長岡新潟線                                   | 長岡站、新潟站、万代CITY巴士中心                         | 新潟交通         | 新潟東部 | SOGO大宮店前                    |
| 10               | 長岡新潟線                                   | 長岡站、新潟站、万代CITY巴士中心                         | 越後交通         | 三條     | SOGO大宮店前                    |
| 10               | 大宮、川越 - 河口湖、富士山站線 （河口湖線） | 富士急高原樂園、河口湖站、富士山站                       | 西武觀光巴士     | 大宮     | SOGO大宮店前                    |
| 10               | 大宮、川越 - 河口湖、富士山站線 （河口湖線） | 富士急高原樂園、河口湖站、富士山站                       | 富士急行觀光     | -        | SOGO大宮店前                    |
| 10               | 伊賀號                                       | 近鐵四日市站、上野市站、名張市役所                       | 三重交通         | 伊賀     | SOGO大宮店前                    |
| 10               | 鳥羽線                                       | 近鐵四日市站、津站、鳥羽巴士中心                         | 西武觀光巴士     | 大宮     | SOGO大宮店前                    |
| 10               | 鳥羽線                                       | 近鐵四日市站、津站、鳥羽巴士中心                         | 三重交通         | 志摩     | SOGO大宮店前                    |
| 10               | 鳥羽線                                       | 近鐵四日市站、津站、鳥羽巴士中心                         | 三交伊勢志摩交通 | 伊勢     | SOGO大宮店前                    |
| 10               | 南紀勝浦線                                   | 熊野市站、新宮站、勝浦溫泉                               | 西武觀光巴士     | 大宮     | SOGO大宮店前                    |
| 10               | 南紀勝浦線                                   | 熊野市站、新宮站、勝浦溫泉                               | 三重交通         | 南紀     | SOGO大宮店前                    |
| 10               | WHITE BEACH SHUTTLE （南紀白濱線）           | 新湯崎                                                   | 西武觀光巴士     | 大宮     | SOGO大宮店前                    |
| 10               | WHITE BEACH SHUTTLE （南紀白濱線）           | 新湯崎                                                   | 明光巴士         | 白濱     | SOGO大宮店前                    |
| 10               | DREAM埼玉號                                  | 大阪站、日本環球影城                                     | 西武觀光巴士     | 大宮     | SOGO大宮店前                    |
| 10               | DREAM埼玉號                                  | 大阪站、日本環球影城                                     | 西日本JR巴士     | 大阪高速 | SOGO大宮店前                    |
| 10               | 京都琵琶湖DREAM號                            | 京都站烏丸口                                             | 西武觀光巴士     | 大宮     | SOGO大宮店前                    |
| 10               | 京都琵琶湖DREAM號                            | 京都站烏丸口                                             | 西日本JR巴士     | 京都     | SOGO大宮店前                    |
| 10               | PrinceExpress 箱根蘆之湖                     | 箱根蘆之湖皇家王子大飯店                                 | 西武觀光巴士     | 大宮     | SOGO大宮店前                    |
| 11               | ON LINER號 （大宮成田線）                    | 成田機場                                                 | 東武巴士西       | 大宮     | SOGO大宮店前                    |
| 11               | ON LINER號 （大宮成田線）                    | 成田機場                                                 | 西武觀光巴士     | 大宮     | SOGO大宮店前                    |
| 11               | ON LINER號 （大宮成田線）                    | 成田機場                                                 | 國際興業         | 西浦和   | SOGO大宮店前                    |
| 11               | ON LINER號 （大宮成田線）                    | 成田機場                                                 | 京成巴士         | 千葉     | SOGO大宮店前                    |
| 11               | ON LINER號 （大宮成田線）                    | 成田機場                                                 | 千葉交通         | 成田     | SOGO大宮店前                    |
| 11               | 東京迪士尼度假區線                           | 東京迪士尼度假區                                         | 東武巴士西       | 川越     | SOGO大宮店前                    |
| 11               | 東京迪士尼度假區線                           | 東京迪士尼度假區                                         | 京成TRANSIT BUS  | 鹽濱     | SOGO大宮店前                    |
| 11               | 清爽信州號 〈季節運行〉                      | 上高地                                                   | ALPICO交通東京   | -        | SOGO大宮店前                    |
| 11               | FLORA號                                      | 秋田站東口、長崎屋巴士總站                               | 小田急城市巴士   | 世田谷   | SOGO大宮店前                    |
| 11               | FLORA號                                      | 秋田站東口、長崎屋巴士總站                               | 秋田中央交通     | 秋田     | SOGO大宮店前                    |
| 11               | 千葉玉LINER                                  | 千葉站、蘇我站東口                                       | 小湊鐵道         | 塩田     | SOGO大宮店前                    |
| 大宮SONIC CITY   | BLUE LINER                                   | 長岡京、京都、梅田、難波、天王寺、USJ                    | 武陽觀光巴士     | -        | SONIC CITY前                    |
| 大宮SONIC CITY   | BLUE LINER                                   | 長岡京、京都、梅田、難波、天王寺、USJ                    | 廣榮交通巴士     | -        | SONIC CITY前                    |
| 大宮SONIC CITY   | NIGHT LINER                                  | 長岡京、京都、梅田、難波、天王寺、USJ                    | 廣榮交通巴士     | -        | SONIC CITY前                    |
| 大宮SONIC CITY   | 東京富士交通                                 | 長岡京、京都、梅田、難波、天王寺、USJ                    | -                |          | SONIC CITY前                    |
| SONIC CITY大樓前 | VIP LINER                                    | 難波、堺東                                               | 平成ENTERPRISE   | -        | SONIC CITY前                    |
| SONIC CITY大樓前 | VIP LINER                                    | 富山、金沢                                               | 平成ENTERPRISE   | -        | SONIC CITY前                    |
| 西口①            | JAMJAM LINER                                 | 南草津、難波、梅田、USJ                                  | JAMJAM EXPRESS   | -        | EXCELLENT大宮大樓前             |
| 西口①            | JAMJAM LINER                                 | 仙台、秋田、青森                                         | JAMJAM EXPRESS   | -        | EXCELLENT大宮大樓前             |
| 西口①            | JAMJAM LINER                                 | 新日本觀光自動車                                         | -                |          | EXCELLENT大宮大樓前             |
| 西口①            | JAMJAM LINER                                 | 丹澤交通                                                 | -                |          | EXCELLENT大宮大樓前             |
| 西口②            | MILKYWAY EXPRESS                             | 名古屋、大阪、仙台                                       | 旅CLUB JAPAN     | -        | EXCELLENT大宮大樓前             |
| 西口③            | 櫻高速巴士                                   | 仙台                                                     | 櫻交通           | -        | FamilyMart 大宮櫻木町一丁目店前 |
| 西口③            | 櫻高速巴士                                   | 名古屋、南草津、長岡京、大阪梅田、難波、天王寺、神戶三宮 | AT LINER         | -        | FamilyMart 大宮櫻木町一丁目店前 |
| 西口③            | 杉崎高速巴士                                 | 富山、金澤、福井                                         | 杉崎觀光巴士     | -        | FamilyMart 大宮櫻木町一丁目店前 |

## 相鄰車站
東日本旅客鐵道
 東北、山形、秋田、北海道新幹線
上野－大宮－（鷲宮信號場）－小山
 上越、北陸新幹線（途經長野）
（上野）－大宮－熊谷
 宇都宮線

■通勤快速
浦和（JU 05）－大宮（JU 07）－久喜
■快速「Rabbit」
浦和（JU 05）－大宮（JU 07）－蓮田
■普通
埼玉新都心（JU 06）－大宮（JU 07）－土呂
 高崎線
- 特急「草津」「赤城」「Swallow赤城」停車站

■通勤快速
浦和（JU 05）－大宮（JU 07）－鴻巢
■快速「Urban」
浦和（JU 05）－大宮（JU 07）－上尾
■普通
埼玉新都心（JU 06）－大宮（JU 07）－宮原
 湘南新宿線
- 特急「日光」「鬼怒川」「SPACIA鬼怒川」「赤城」停車站、特急「成田特快」始發站

■特別快速（東海道線－高崎線）
浦和（JS 23）－大宮（JS 24）－上尾
■快速（東海道線－高崎線、此站起至大崎站為「普通」）
浦和（JS 23）－大宮（JS 24）－宮原
■快速（橫須賀線－宇都宮線，本站南行往浦和方向為「普通」）
浦和（JS 23）－大宮（JS 24）－蓮田
■普通（橫須賀線－宇都宮線）
浦和（JS 23）－大宮（JS 24）－土呂
 武藏野線（經東北貨物線、武藏野線大宮支線）
■下總號
武藏浦和（JM 28）－大宮（JM 24）
■武藏野號
北朝霞（JM 26）－大宮（JM 24）
 京濱東北線
■快速、■各站停車
埼玉新都心（JK 46）－大宮（JK 47）
 埼京線
■通勤快速
武藏浦和（JA 21）－大宮（JA 26）－（川越線）
■快速・■各站停車
與野本町（JA 24）－大宮（JA 26）－（川越線）
■川越線
■通勤快速、■快速、■各站停車
（埼京線）－大宮（JA 26）－日進
 東武鐵道
 野田線（東武都市公園線）
■特急「URBAN PARK LINER」停靠站
■急行、■區間急行
大宮（TD 01）－岩槻（TD 06）
■普通
大宮（TD 01）－北大宮（TD 02）
 埼玉新都市交通
 伊奈線（New Shuttle）
大宮（NS01）－鐵道博物館（NS02）

### 使用人數
JR、私鐵1日平均使用人數
1. ↑  各駅の乗車人員 （页面存档备份，存于） - JR東日本
2. ↑  新幹線駅別乗車人員 （页面存档备份，存于） - JR東日本
3. ↑  駅情報（乗降人員） （页面存档备份，存于） - 東武鉄道

JR東日本1999年度以後上車人次
1. ↑  各駅の乗車人員（1999年度） （页面存档备份，存于） - JR東日本
2. ↑  各駅の乗車人員（2000年度） （页面存档备份，存于） - JR東日本
3. ↑  各駅の乗車人員（2001年度） （页面存档备份，存于） - JR東日本
4. ↑  各駅の乗車人員（2002年度） （页面存档备份，存于） - JR東日本
5. ↑  各駅の乗車人員（2003年度） （页面存档备份，存于） - JR東日本
6. ↑  各駅の乗車人員（2004年度） （页面存档备份，存于） - JR東日本
7. ↑  各駅の乗車人員（2005年度） （页面存档备份，存于） - JR東日本
8. ↑  各駅の乗車人員（2006年度） （页面存档备份，存于） - JR東日本
9. ↑  各駅の乗車人員（2007年度） （页面存档备份，存于） - JR東日本
10. ↑  各駅の乗車人員（2008年度） （页面存档备份，存于） - JR東日本
11. ↑  各駅の乗車人員（2009年度） （页面存档备份，存于） - JR東日本
12. ↑  各駅の乗車人員（2010年度） （页面存档备份，存于） - JR東日本
13. ↑  各駅の乗車人員（2011年度） （页面存档备份，存于） - JR東日本
14. ↑  各駅の乗車人員（2012年度） （页面存档备份，存于） - JR東日本
15. ↑  各駅の乗車人員（2013年度） （页面存档备份，存于） - JR東日本
16. ↑  各駅の乗車人員（2014年度） （页面存档备份，存于） - JR東日本
17. ↑  各駅の乗車人員（2015年度） （页面存档备份，存于） - JR東日本
18. ↑  各駅の乗車人員（2016年度） （页面存档备份，存于） - JR東日本
19. ↑  各駅の乗車人員（2017年度） （页面存档备份，存于） - JR東日本
20. ↑  各駅の乗車人員（2018年度） （页面存档备份，存于） - JR東日本
21. ↑  各駅の乗車人員（2019年度） （页面存档备份，存于） - JR東日本

新幹線2012年度以後上車人次
1. ↑  新幹線駅別乗車人員（2012年度） （页面存档备份，存于） - JR東日本
2. ↑  新幹線駅別乗車人員（2013年度） （页面存档备份，存于） - JR東日本
3. ↑  新幹線駅別乗車人員（2014年度） （页面存档备份，存于） - JR東日本
4. ↑  新幹線駅別乗車人員（2015年度） （页面存档备份，存于） - JR東日本
5. ↑  新幹線駅別乗車人員（2016年度） （页面存档备份，存于） - JR東日本
6. ↑  新幹線駅別乗車人員（2017年度） （页面存档备份，存于） - JR東日本
7. ↑  新幹線駅別乗車人員（2018年度） （页面存档备份，存于） - JR東日本
8. ↑  新幹線駅別乗車人員（2019年度） （页面存档备份，存于） - JR東日本

JR、私鉄的統計資料
1. ↑  .   [2017-10-08]. （原始内容存档于2020-02-02）.
2. ↑  各種報告書 （页面存档备份，存于） - 関東交通広告協議会
3. 1 2  .   [2011-07-13]. （原始内容存档于2014-10-06）.
4. 1 2  さいたま市統計書 （页面存档备份，存于） - さいたま市
5. 1 2  旧大宮市統計書 （页面存档备份，存于） - 旧大宮市

埼玉縣統計年鑑
1. ↑  .   [2017-10-08]. （原始内容存档于2020-02-02）.
2. ↑  .   [2017-10-08]. （原始内容存档于2020-02-02）.
3. ↑  .   [2017-10-08]. （原始内容存档于2017-08-07）.
4. ↑  .   [2017-10-08]. （原始内容存档于2020-02-02）.
5. ↑  .   [2017-10-08]. （原始内容存档于2020-02-02）.
6. ↑  .   [2017-10-08]. （原始内容存档于2020-02-02）.
7. ↑  .   [2017-10-08]. （原始内容存档于2020-02-02）.
8. ↑  .   [2017-10-08]. （原始内容存档于2020-02-02）.
9. ↑  .   [2017-10-08]. （原始内容存档于2020-02-02）.
10. ↑  .   [2017-10-08]. （原始内容存档于2020-02-02）.
11. ↑  .   [2017-10-08]. （原始内容存档于2020-02-02）.
12. ↑  .   [2017-10-08]. （原始内容存档于2020-02-02）.
13. ↑  .   [2017-10-08]. （原始内容存档于2020-02-02）.
14. ↑  .   [2017-10-08]. （原始内容存档于2020-02-02）.
15. ↑  .   [2017-10-08]. （原始内容存档于2020-02-02）.
16. ↑  .   [2017-10-08]. （原始内容存档于2020-02-02）.
17. ↑  .   [2017-10-08]. （原始内容存档于2020-02-02）.
18. ↑  .   [2019-05-11]. （原始内容存档于2020-02-02）.
19. ↑  .   [2019-05-11]. （原始内容存档于2020-02-02）.
20. ↑  .   [2020-06-28]. （原始内容存档于2020-03-18）.

## 外部連結
- 車站資訊（大宮）：東日本旅客鐵道
- 大宮站（車站資訊） - 東武鐵道
- 大宮站 （页面存档备份，存于）（路線圖、車站資訊） - 埼玉新都市交通